# Storia del mosaico

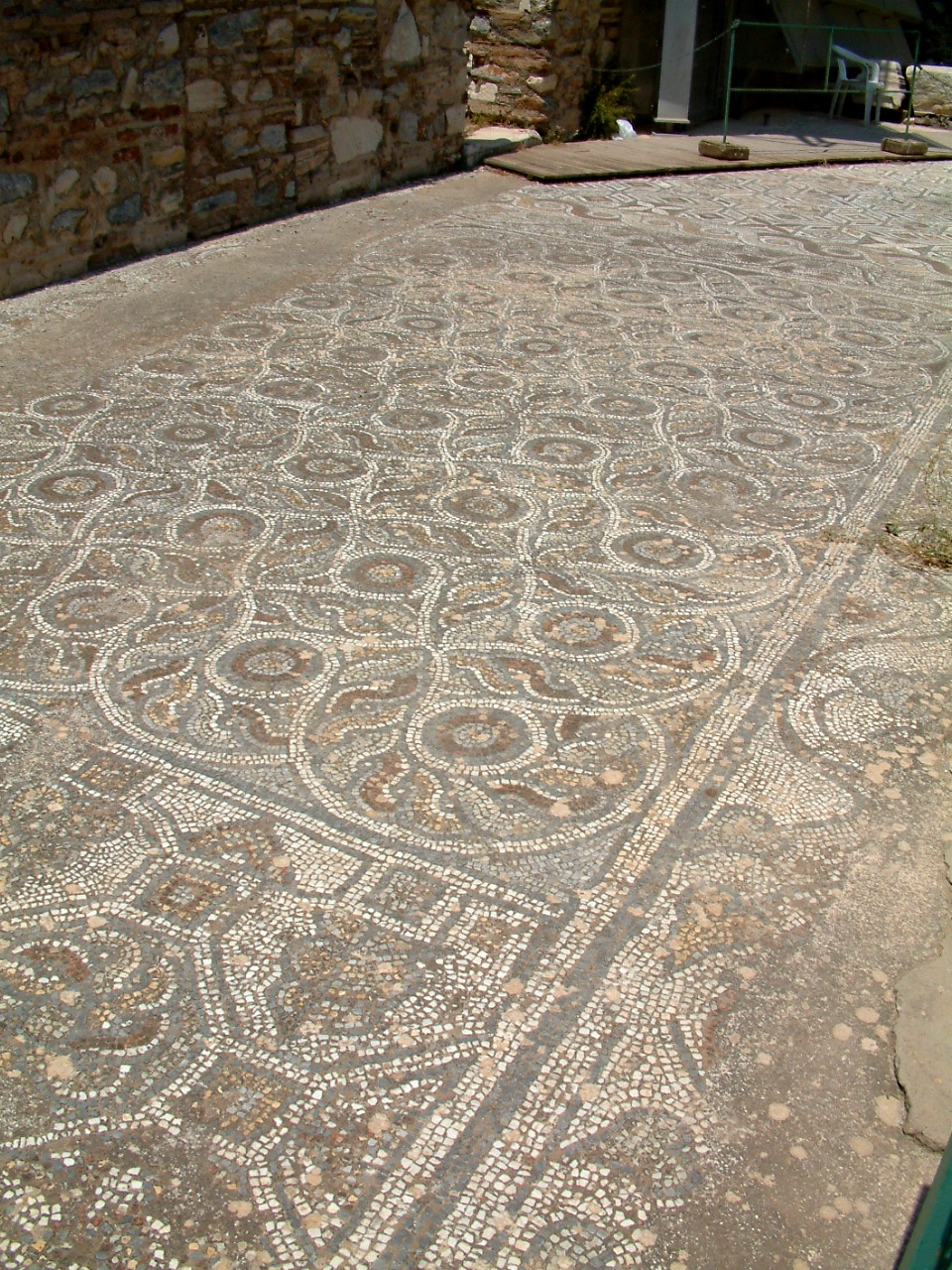
Mosaico ad Efeso

La storia del mosaico ha inizio con le prime civiltà della storia e risulta pertanto essere fra le prime forme artistiche, assieme alla scultura, fra le arti figurative.

## I primi mosaici

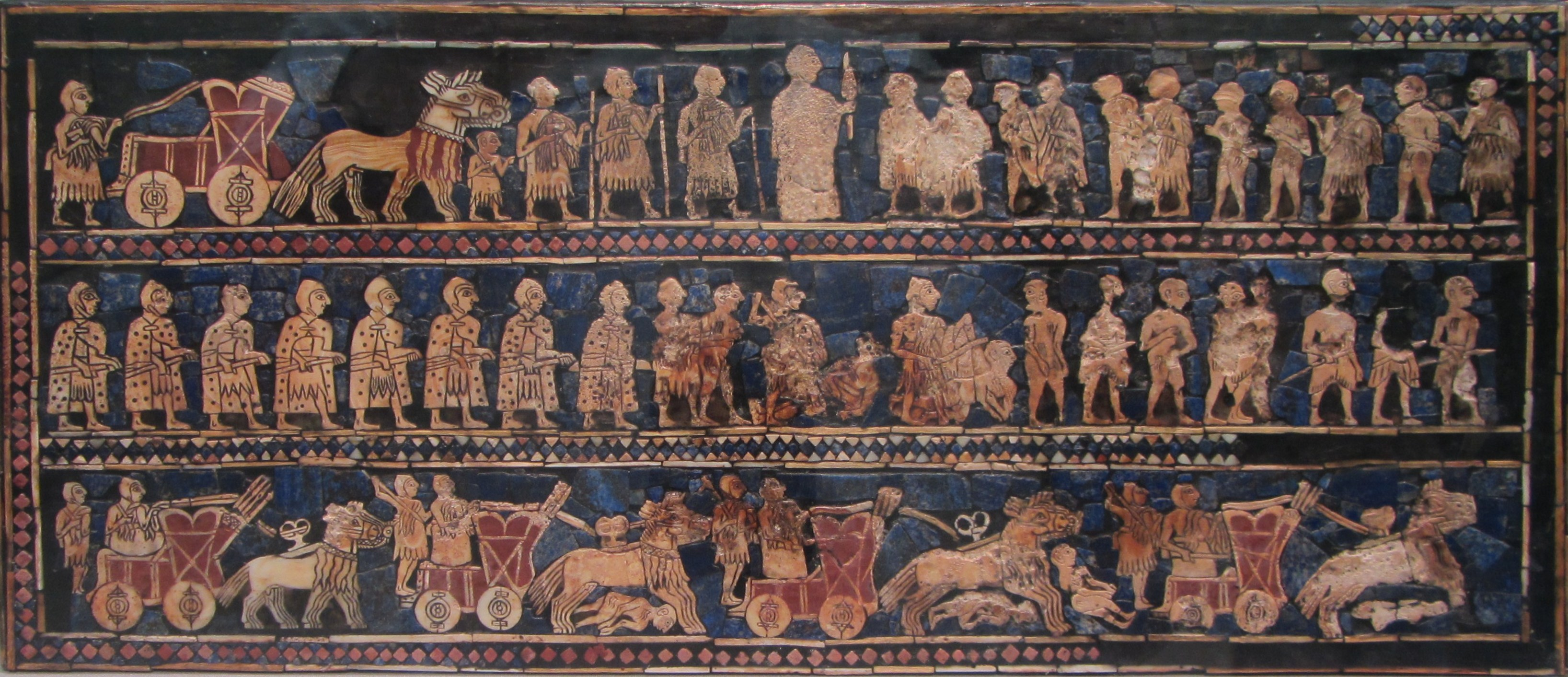
Lo stendardo di Ur, ritrovato in una tomba della città

I reperti archeologici delle città di Ur e Uruk testimoniano che i Sumeri, nel 3000 a.C., abbellivano le loro costruzioni con decorazioni geometriche realizzate inserendo, nella malta fresca, coni di argilla dalla base smaltata di bianco, nero e rosso, che servivano anche a proteggere la muratura in mattoni crudi. Ornavano poi vasi e altre suppellettili con tasselli di madreperla, lapislazzuli e terracotta. Risale a questo periodo lo Stendardo di Ur, un mosaico portatile a forma di leggìo decorato in una tecnica simile alla tarsia marmorea con lapislazzuli, conchiglie e calcare rosso: le vicende raffigurate sono narrate per fasce sovrapposte.
Anche in Egitto troviamo mosaici di coni di argilla risalenti al III millennio a.C. Possono essere inoltre considerate decorazioni musive anche le composizioni di pietre dure, pietre preziose e vetro che ornavano i sarcofagi dei faraoni.
Si usavano anche mattoni smaltati, come testimonia il tempio di Seti I ad Abido, risalente al XIII secolo a.C.
Nel II millennio a.C., in area minoico-micenea, si iniziò ad usare, in alternativa all'utilizzo dei tappeti, una pavimentazione a ciottoli che dava maggiore resistenza al calpestio e rendeva il pavimento stesso impermeabile. Ne è un esempio il mosaico pavimentale di Gordion, antica capitale della Frigia, ora Turchia, risalente all'VIII secolo a.C., decorato con motivi geometrici.

## Il mosaico nel mondo greco

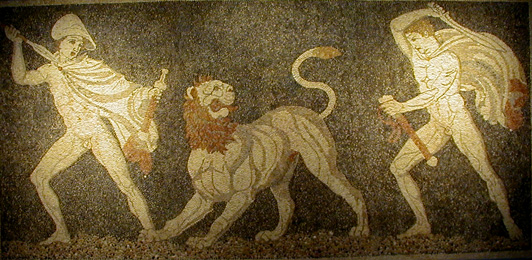
Mosaico della caccia al leone a Pella

Le tracce più antiche di una primitiva decorazione musiva in Grecia risalgono al V-IV secolo a.C., con la diffusione di mosaici pavimentali di sassolini, lithostrota, ossia pavimenti di pietra, nati più con funzioni pratiche che estetiche, per rendere impermeabile e resistente all'usura il pavimento in terra battuta.
La tecnica a ciottoli raggiunge l'apice a Pella, città natale di Alessandro Magno, in Macedonia, nel V secolo a.C.: nonostante la scarsa gamma di colori, si rappresentano con ottimi risultati animali, scene di caccia, episodi della mitologia. Qui si trova per la prima volta il nome di un autore, Gnosis. Spesso, veniva inserita una sottile lamina di piombo per evidenziare il contorno dei soggetti o definire piccoli particolari, come si farà, diversi secoli dopo, nelle vetrate policrome del gotico.

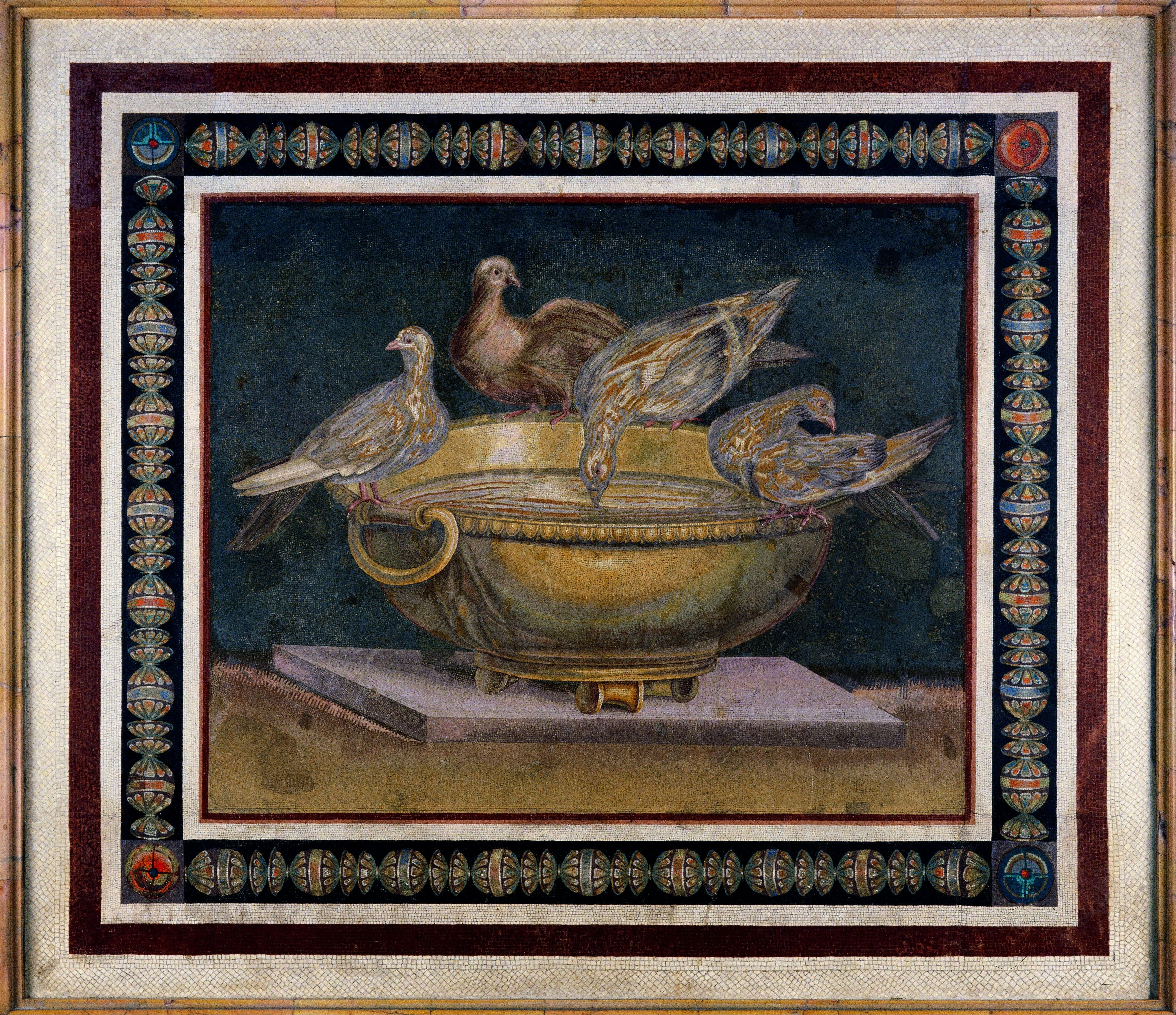
Emblema con colombe. Fine I secolo a.C. Roma, Musei Capitolini, copia ritrovata a Villa adriana del celebre mosaico di Soso di Pergamo

A partire dal IV secolo a.C. vengono utilizzati cubetti di marmo, onice e pietre varie, che hanno maggiore precisione dei ciottoli, fino ad arrivare, nel III secolo a.C., all'introduzione di tessere tagliate.
Il mosaico pavimentale conserva le caratteristiche estetiche dei tappeti: di dimensioni ridotte rispetto alla stanza, collocato anche non ortogonalmente alle pareti, è composto da una serie di bordure intorno a un pannello centrale, detto èmblema, dal greco ΄εμβάλλω (embàllo)= getto dentro, recante un soggetto figurativo. L'èmblema richiama la marcata dipendenza del mosaico dalla pittura del tempo, con la quale i mosaicisti gareggeranno, introducendo l'uso di tessere sempre più minute, fino a 1 mm3.
Plinio il Vecchio, nel suo Naturalis historia, cita il mosaicista Soso di Pergamo (II secolo a.C.), inventore dell'Asarotos Oikos, “stanza non spazzata”, e dell'iconografia delle Colombe abbeverantisi, ripresa più volte in ambito romano, come quello di Villa Adriana (Tivoli). 
L'Asarotos Oikos raffigurava avanzi di cibo lasciati sul pavimento, per evidenziare l'opulenza del proprietario e ostentarne il potere economico, oltre che a nascondere la scarsa pulizia: un'altra teoria sostiene la tradizione di lasciare questi avanzi per placare l'invidia degli spiriti malvagi. 
A Pompei resta una copia, risalente al II secolo a.C., della battaglia di Isso combattuta da Alessandro Magno, opera realizzata da Filosseno d'Eretria nel IV secolo a.C.: il mosaico è composto, come nella pittura contemporanea, in quattro colori: nero, giallo, bianco, rosso.

## Il mosaico nel mondo romano

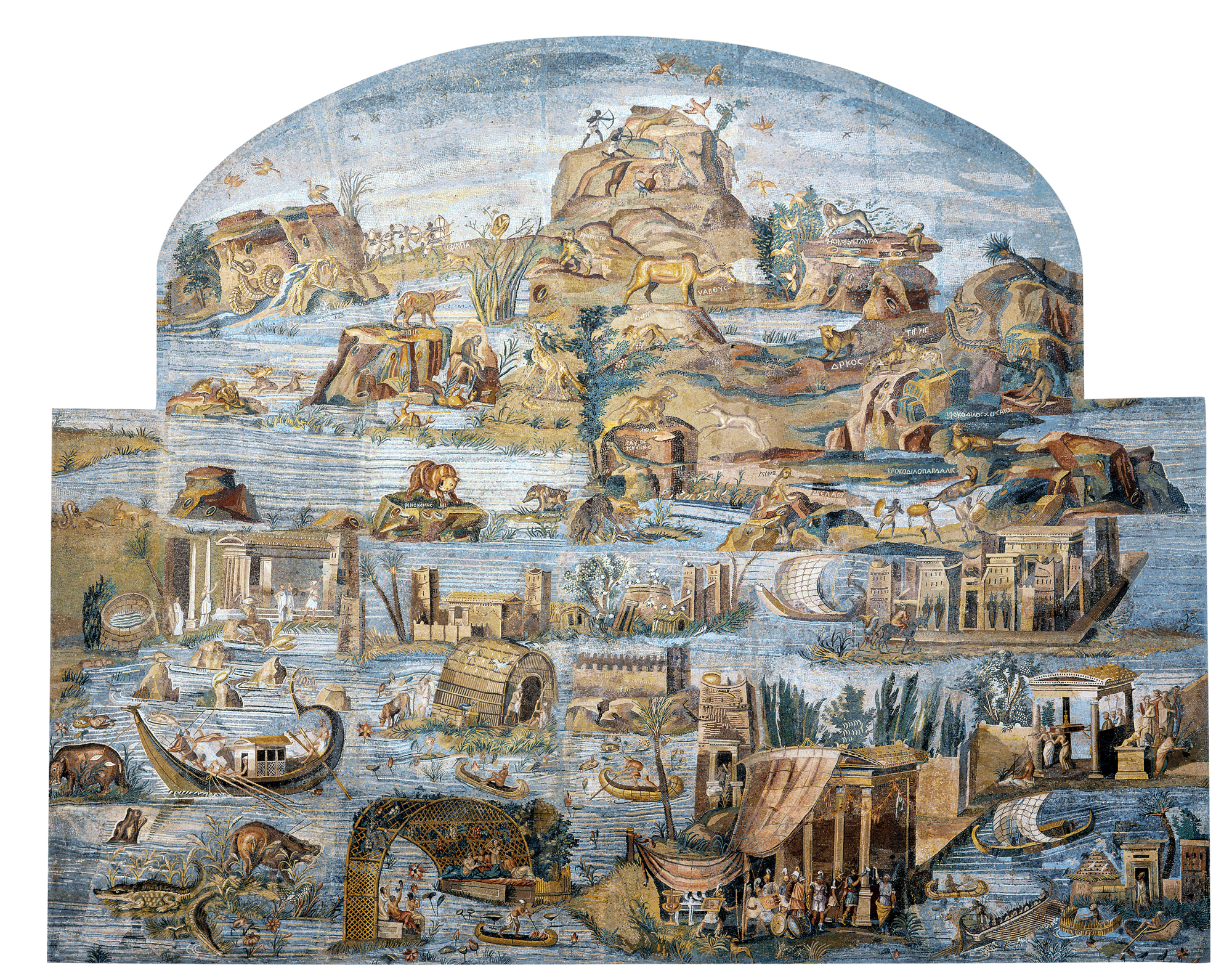
Mosaico del Nilo di Palestrina, II - I secolo a.C., Museo archeologico prenestino

Le prime testimonianze di mosaico a tessere nell'antica Roma si datano attorno alla fine del III secolo a.C.. Successivamente, con l'espansione in Grecia e in Egitto e quindi con gli scambi non solo commerciali, ma anche culturali, si sviluppa un interesse per la ricerca estetica e la raffinatezza delle composizioni.
Inizialmente le maestranze provenivano dalla Grecia e portavano con sé tecniche di lavorazione e soggetti dal repertorio musivo ellenistico, come le Colombe abbeverantisi e i Paesaggi nilotici.
Il mosaico romano diventerà poi indipendente rispetto alla tradizione greca; diffondendosi in tutto l'Impero romano si preferiscono temi figurativi per lo più stereotipati, ma soprattutto motivi geometrici e vegetazione stilizzata, nei quali i romani eccellono. 
Considerato inizialmente bene di lusso, quindi non alla portata di tutti, il mosaico ebbe una diffusione lenta. I mosaici bicromi bianchi e neri fecero la loro comparsa nell'epoca adrianea (prima metà del II secolo d.C.) sia figurati che decorativi. Essi vennero impiegati largamente nelle terme, negli ambienti di uso pubblico e nelle abitazioni meno lussuose, combinando la semplicità e economicità con una vastissima gamma di variazioni possibili.
I mosaici policromi di derivazione ellenistica erano più rari e si trovavano soprattutto nelle province, specialmente in Africa. I maestri nordafricani, in particolare, esportarono in una villa patrizia della Sicilia, una superficie musiva estesa oltre 3000 m ricchi di colori, riportanti originali scene di vita, di caccia, e di vario genere: questi mosaici, eccellentemente preservatisi al passare del tempo, sono oggi l'attrazione principale di Piazza Armerina (EN) nella Villa del Casale (Mosaico della Grande Caccia ed altri).

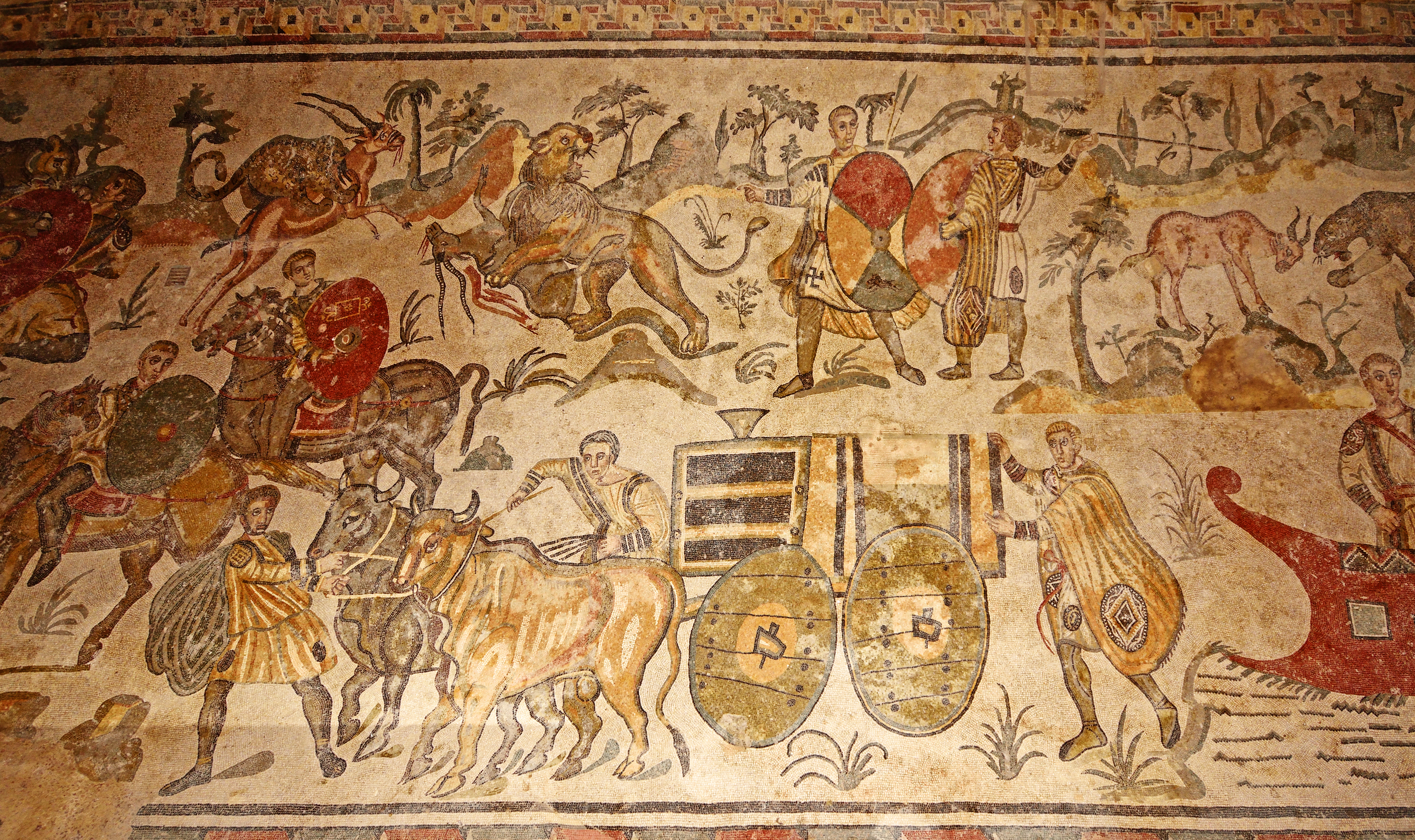
Piazza Armerina, Villa del Casale,Mosaico della Grande Caccia

Si diffusero anche i pavimenti in commessi di marmo chiamati sectilia, soprattutto negli edifici pubblici o di persone altolocate, come i palazzi imperiali del Palatino a Roma e la Villa Adriana di Tivoli.
I repertori decorativi e cromativi variavano a seconda delle scuole regionali: ad esempio, i motivi geometrici erano tipici della Gallia, mentre l'Africa settentrionale era specializzata nei mosaici figurativi.
Le tessere, talvolta di dimensioni minutissime, compongono figurazioni riprese dalla pittura, o decorazioni che richiamano l'architettura. Il mosaico diventa parte integrante dell'ambiente dove si trova, influenzando così anche l'iconografia: scene mitologiche nei templi, motivi marini nelle terme, atleti nelle palestre, nature morte o scene dionisiache nei triclini, cani nei vestiboli, soggetti erotici nelle camere nuziali.
I materiali utilizzati sono marmo, pietre di varia natura e paste vitree: in particolare il mosaico in pasta vitrea ha grande raffinatezza tecnica, ma restava subordinato all'architettura.

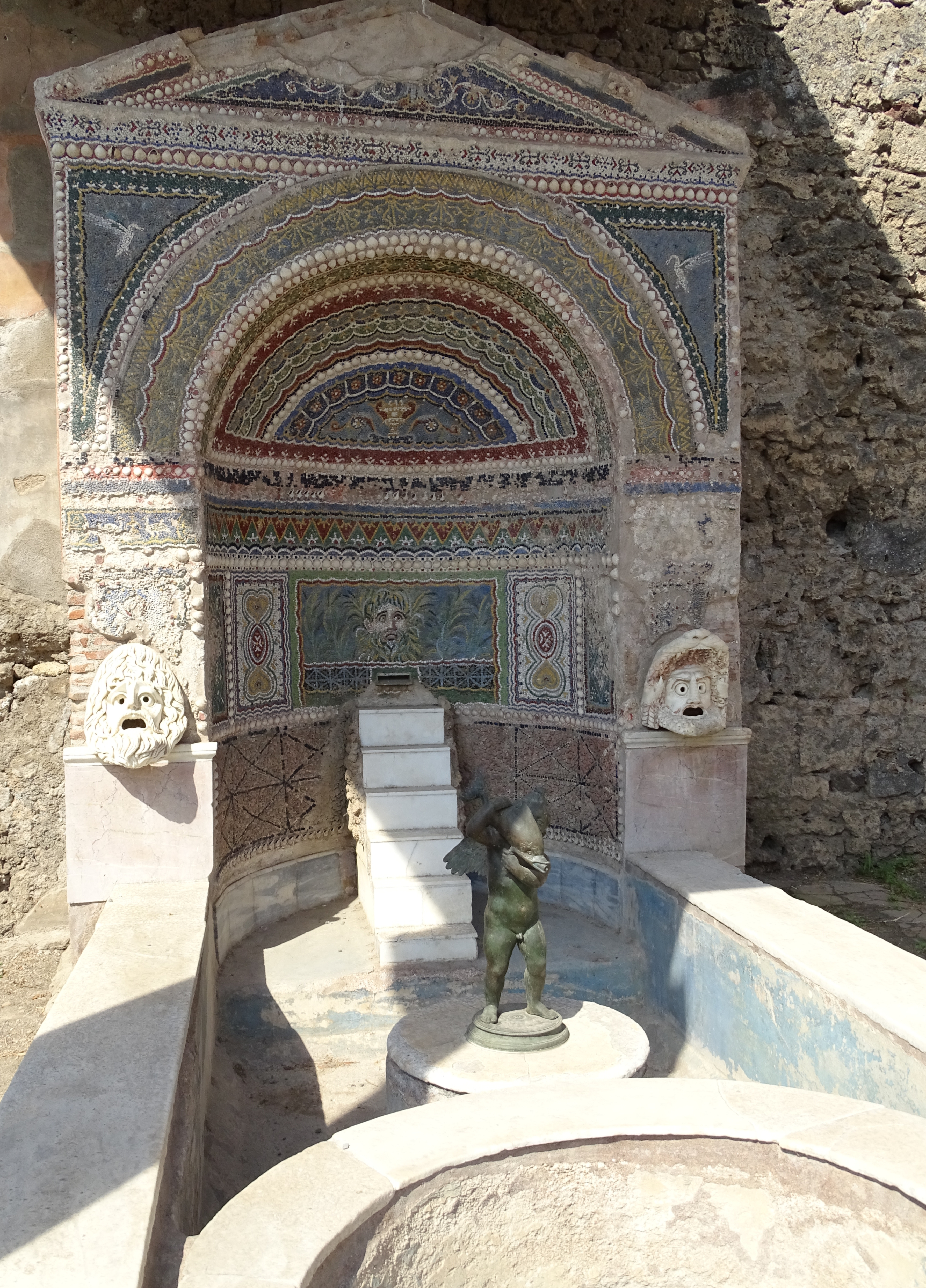
Ninfeo, Pompei, Casa della Fontana Grande

Il mosaico parietale nacque alla fine della Repubblica, verso il I secolo a.C., nelle cosiddette Grotte delle Muse, costruzioni scavate nella roccia, interrate o artificiali, dove l'elemento principale è una sorgente o una fontana: si rendeva perciò necessario un rivestimento resistente all'umidità anche sulle pareti. A Pompei ed Ercolano era utilizzato anche per rivestire le esedre, nicchie di grandi dimensioni, semicircolari o talvolta poligonali, spesso ornate con una fontana; si ricorda il mosaico di Nettuno e Anfitrite, nella Casa di Nettuno e Anfitrite ad Ercolano, e quello di Venere nella Casa dell'Orso a Pompei: entrambi hanno la particolarità di avere inserite anche delle conchiglie, che richiamano il tema marino raffigurato.
Altri temi affrontati erano episodi mitologici, Venationes, ovvero combattimenti tra uomini e belve, scene di teatro, con attori e maschere, che denotano la particolare abilità dei mosaicisti romani nel ritratto.
Già nel I secolo a.C. il mosaico era talmente diffuso che la qualità impoveriva: era ormai presente in tutte le case, con soggetti comuni e poco curati. Mancava l'inventiva dell'artista: sono opere di artigiani che si accontentano di copiare grossolanamente temi conosciuti. Anche le tessere sono grezze e il disegno risulta poco preciso. In questo periodo si fanno più rari gli emblèmata, poiché la decorazione figurata arriva ad occupare l'intera pavimentazione.
Nel II secolo l'Impero vive un periodo di crisi economica, politica e culturale, che segnò la fine imminente dell'età classica. Questo cambiamento si rifletté anche nel mondo dell'arte, con la rottura con la tradizione dell'ellenismo e la nascita di un nuovo linguaggio formale. Si nota un orientamento verso l'astrazione, con forme più essenziali e un uso ridotto del colore. Le prime composizioni in bianco e nero derivano da un nuovo gusto cromatico ma anche per risparmiare sui materiali. Ad Ostia e nella Villa Adriana a Tivoli l'astrazione è favorita dalla diffusione di neoplatonismo e orfismo: secondo queste dottrine l'immagine deve superare la realtà e suggerire il soprannaturale.
Notevoli sono i mosaici pavimentali romani scoperti a Ravenna nella Domus dei tappeti di pietra. Grandiosa è la raccolta di mosaici romani conservata nel Museo nazionale del Bardo a Tunisi.

## Il mosaico nel mondo islamico

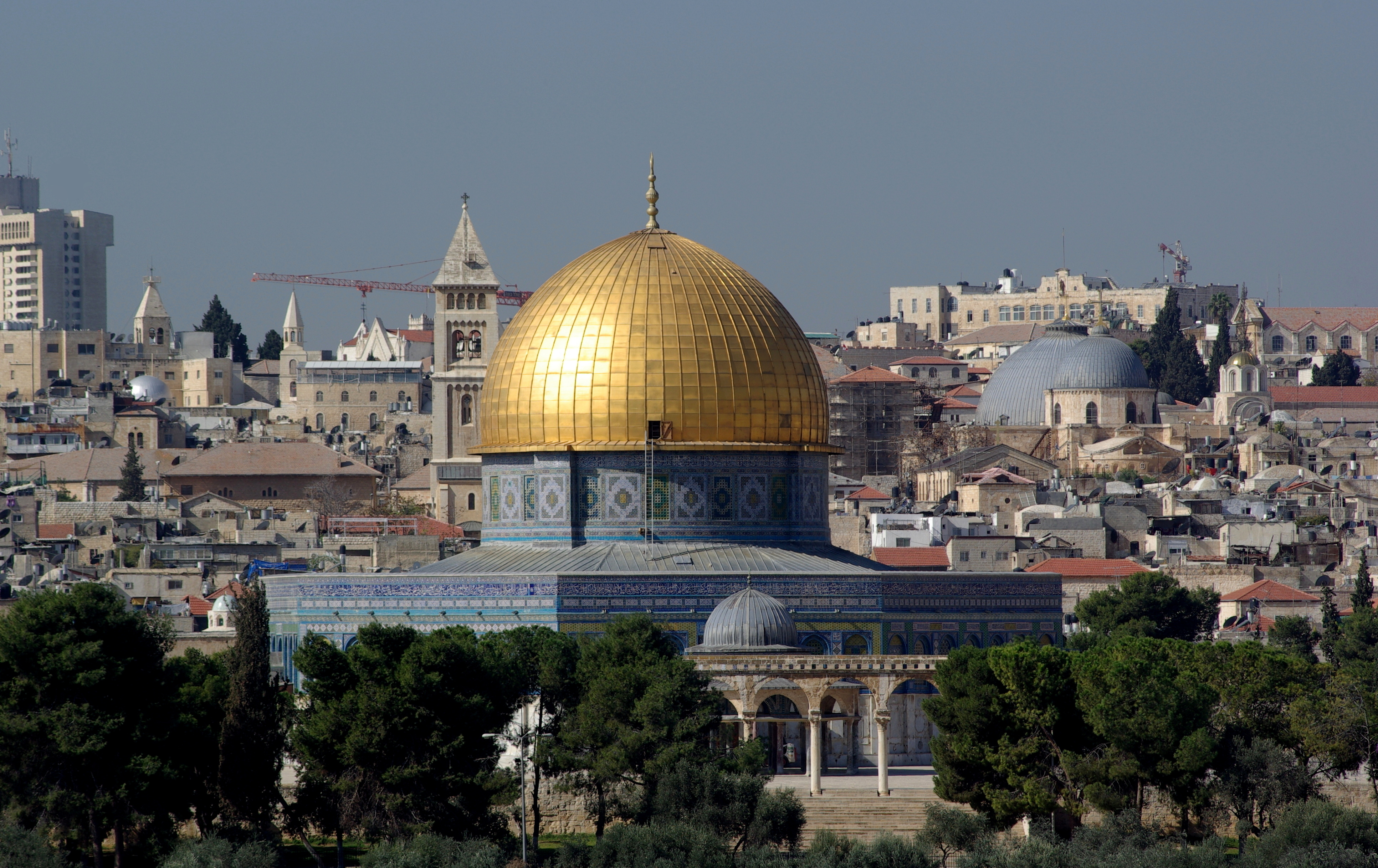
La Cupola della Roccia al centro del Monte del Tempio

L'arte islamica ebbe inizio intorno alla seconda metà del VII secolo con la dinastia dei califfi Omayyadi, a Damasco, in Siria: da qui raggiunse un'area geografica vastissima, influenzando anche zone di religione cristiana, come per esempio la Sicilia e la Spagna.
Fondamentale è il rifiuto di qualsiasi forma realistica, per evitare soprattutto il rischio dell'idolatria: si diffusero, quindi, motivi geometrici e floreali, di solito replicati in serie, che ricordano le decorazioni dei tappeti. Tuttavia negli splendidi mosaici e stucchi rinvenuti fra le rovine del Palazzo di Hisham, nei pressi della città palestinese di Gerico, e risalenti alla prima metà dell'VIII secolo, quando il califfato apparteneva agli Omayyadi, si trovano figure di animali e di esseri umani.
Il mosaico venne adottato nell'VIII secolo: inizialmente di ispirazione alessandrina, si evolse autonomamente, preferendo alle paste vitree la più economica ceramica smaltata.
La Cupola della Roccia, chiamata anche Moschea di Omar, a Gerusalemme, è il più antico capolavoro dell'arte islamica e risale al 692: sorge intorno alla pietra venerata sia dai Musulmani, come punto dell'ascesa al cielo del profeta Maometto, sia dagli Ebrei, come luogo del sacrificio di Abramo. Di pianta ottagonale, è sormontato da una cupola lignea, coperta da lastre di ottone dorato. Sia all'esterno che all'interno è riccamente decorata con marmi policromi, maioliche e mosaici.
La grande Moschea degli Omayyadi di Damasco sorge sull'area occupata nel I secolo dal tempio del dio Hadad, che nella seconda metà del IV secolo fu trasformato in chiesa da Teodosio I. Dopo la conquista araba, per circa un secolo fu probabilmente utilizzato da Cristiani e Musulmani insieme, per poi essere trasformato definitivamente in moschea. Le pareti erano interamente rivestite di mosaico, di cui restano pochi frammenti, negli intradossi di alcuni archi e il magnifico panorama del fiume Barada, scoperto negli anni venti del secolo scorso, che misura m 34x7.

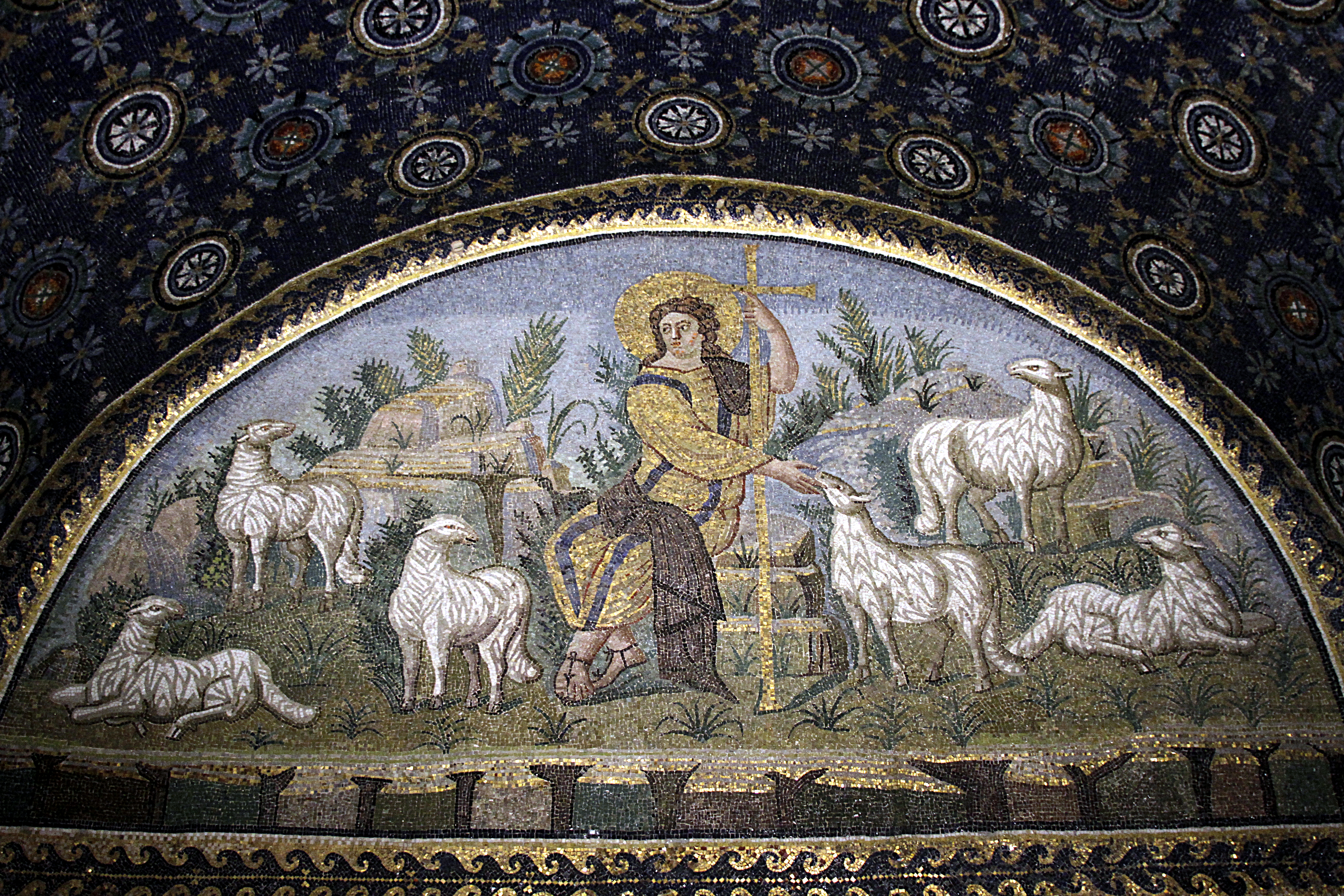
Mosaico del Buon Pastore, Mausoleo di Galla Placidia, Ravenna, prima metà del V secolo

## Il mosaico in epoca bizantina

### Ravenna
A partire dal V secolo, nella nuova capitale dell'Impero romano d'Occidente, Ravenna, gli edifici di culto iniziarono ad essere internamente rivestiti di eccezionali tappeti musivi, quali il Battistero Neoniano e il Battistero degli Ariani. I mosaici del cosiddetto Mausoleo di Galla Placidia sono forse opera di artisti di area ellenico-romana.
Il re ostrogoto Teodorico fece costruire la Basilica di Sant'Apollinare Nuovo nella sua capitale, Ravenna, facendosi ritrarre in uno dei mosaici che la decorano. Nel 540, però, quando i bizantini conquistarono la vecchia capitale dei romani d'Occidente, i mosaici raffiguranti personaggi di fede cristiana ariana, qual era Teodorico, vennero sostituiti con panneggi mosaicati: restano, tuttavia, alcuni frammenti delle decorazioni precedenti, in particolare sulle colonne.
Sulla parete nord della navata troviamo la processione delle vergini, vestite di una lunga tunica drappeggiata che scende fino ai piedi, mentre sulla parete sud, è raffigurata la processione dei martiri, vestiti di bianco.
La basilica, iniziata già da Teodorico, oggi chiamata San Vitale, fu decorata con sfarzosi mosaici, tra i quali i famosi riquadri che rappresentano da una parte Giustiniano, considerato il salvatore dell'Impero romano, insieme a tutta la sua corte; dall'altra Teodora insieme alla sua corte. Vengono rappresentate anche scene tratte dalla Bibbia, riguardanti storie dell'Antico Testamento.
I mosaici che ornano le pareti delle basiliche delle due città imperiali, Ravenna e Costantinopoli, sono costituiti di tessere vitree (smalti) e oro zecchino; l'impronta bizantina si distingue molto facilmente, le figure sono ferme, immobili, non hanno il senso del movimento, e non hanno un vero e proprio appoggio per i piedi, tanto che i personaggi sembrano galleggiare sullo sfondo dorato, simbolo della luce di Dio. In seguito, la figura di Teodora sarà presa come modello per la Madonna, che da ora fino al romanico e parte del gotico sarà vestita come un'imperatrice bizantina (basilissa).

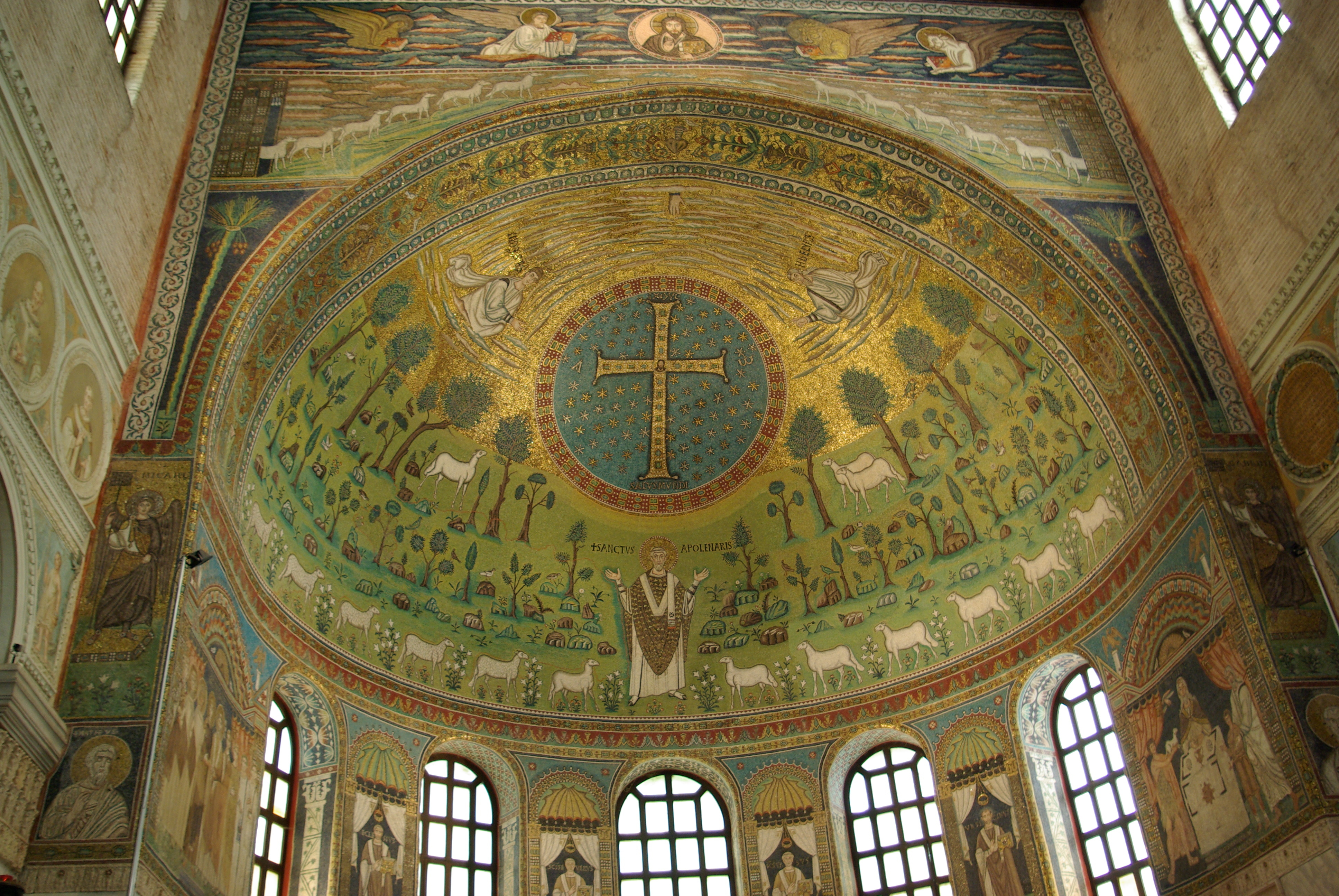
Basilica di Sant'Apollinare in Classe, catino dell'abside

Sempre a Ravenna fu costruita Sant'Apollinare in Classe, consacrata nel 549: l'abside della chiesa è interamente mosaicato. La zona inferiore presenta alle estremità le raffigurazioni di due città che hanno le mura adorne di pietre preziose: sono Gerusalemme e Betlemme, dalle quali escono i dodici apostoli sotto l'aspetto di agnelli. 
Nei rinfianchi dell'arco vi sono due palme, che nella letteratura biblica sono emblema del giusto. Sotto a queste si trovano le figure degli arcangeli Michele e Gabriele, con il busto di San Matteo e di un altro santo non chiaramente identificato.
Tutta la decorazione del catino absidale risale circa alla metà del VI secolo e si può dividere in due zone:
1. Nella parte superiore un grande disco racchiude un cielo stellato nel quale campeggia una croce gemmata, che reca all'incrocio dei bracci il volto di Cristo. Sopra la croce si vede una mano che esce dalle nuvole: è la mano di Dio. Ai lati del disco vi sono le figure di Elia e Mosè. I tre agnelli, che si trovano spostati un po' verso il basso, proprio all'inizio della zona verde, con il muso rivolto verso la croce gemmata, simboleggiano gli apostoli Pietro, Giacomo e Giovanni: siamo chiaramente di fronte alla rappresentazione della Trasfigurazione.
2. Nella zona più bassa si allarga una verde valle fiorita, dove ci sono rocce, cespugli, piante e uccelli. Al centro si erge solenne la figura di sant'Apollinare, primo vescovo di Ravenna, con le braccia aperte in atteggiamento di orante: è ritratto, infatti, nel momento di innalzare le sue preghiere a Dio perché conceda la grazia ai fedeli affidati alla sua cura, i quali sono qui rappresentati da dodici agnelli bianchi.

Negli spazi tra le finestre sono rappresentati quattro vescovi, fondatori delle principali basiliche ravennati: Ursicino, Orso, Severo ed Ecclesio, vestiti in abito sacerdotale e recanti un libro in mano. 
Ai lati dell'abside si trovano due pannelli del VII secolo: quello di sinistra, molto rimaneggiato, riproduce l'imperatore di Bisanzio, Costantino IV, mentre conferisce i privilegi per la Chiesa ravennate a Reparato, un inviato dell'arcivescovo Mauro.
Nel pannello di destra sono rappresentati Abramo, Abele e Melchisedec attorno ad un altare mentre offrono un sacrificio al Signore.

### Area veneta
Appartengono al VI secolo i mosaici bizantini della Basilica Eufrasiana di Parenzo in Istria.

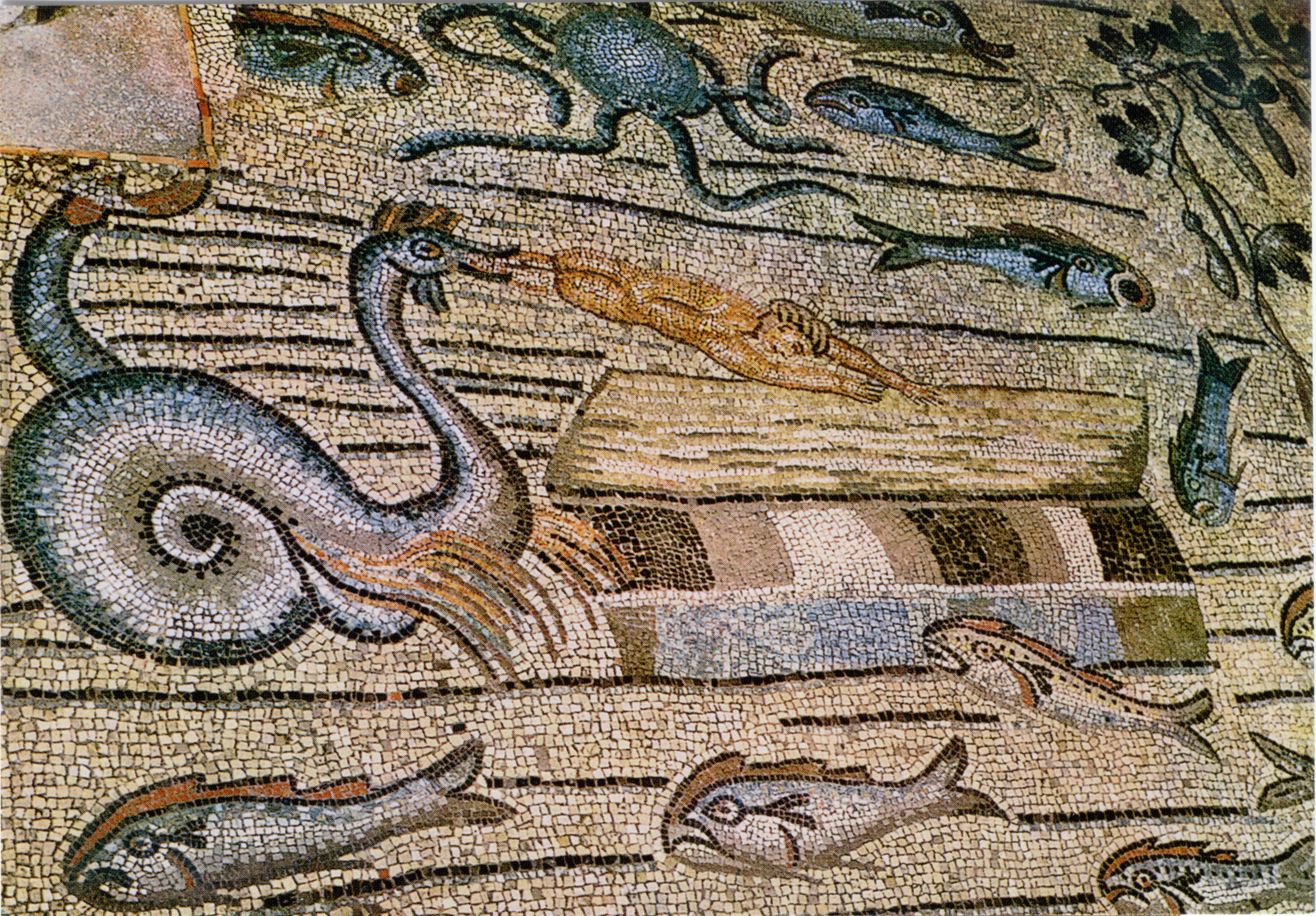
Basilica patriarcale di Santa Maria Assunta - Storie di Giona - Giona gettato sulla spiaggia dal mostro marino in sembianze di pistrice.

Ad Aquileia, nella basilica patriarcale di Santa Maria Assunta, si è conservato uno straordinario pavimento a mosaico paleocristiano di inizio del IV secolo, in uno stato di conservazione eccezionale sia per ampiezza, che per completezza delle scene e interesse iconografico, con scene dell'Antico Testamento, che è particolarmente interessante perché, se nella contemporanea pittura nelle catacombe a Roma si iniziava ad assistere a una semplificazione dello stile usato, a fronte di una maggior immediatezza della raffigurazione e un marcato simbolismo, ad Aquileia si notano ancora uno stile naturalistico di matrice ellenistica, sebbene già pienamente adeguato alla nuova simbologia cristiana. Si nota quindi il "pesce", Ichthys in greco, acronimo di "Iesùs Cristòs Theoù Uiòs Sotèr" ("Gesù Cristo Salvatore figlio di Dio"), le storie di Giona, esempio dell'Antico Testamento allusivo alla morte e resurrezione in tre giorni, il buon pastore, la lotta tra il gallo e la tartaruga, eccetera. Il gallo, che canta all'alba al sorgere del sole, è ritenuto simbolo della luce di Cristo. La tartaruga è simbolo del male, del peccato a causa dell'etimologia del termine che è dal greco "tartarukos", "abitante del Tartaro". Recenti studi hanno evidenziato che molti simboli presenti sui mosaici sono attribuibili allo gnosticismo ed alla sua cosmologia. Una comunità di cristiani gnostici era presente in Aquileia nei primi secoli dell'era cristiana. Frequente è anche la raffigurazione musiva del nodo di Salomone.

### Costantinopoli

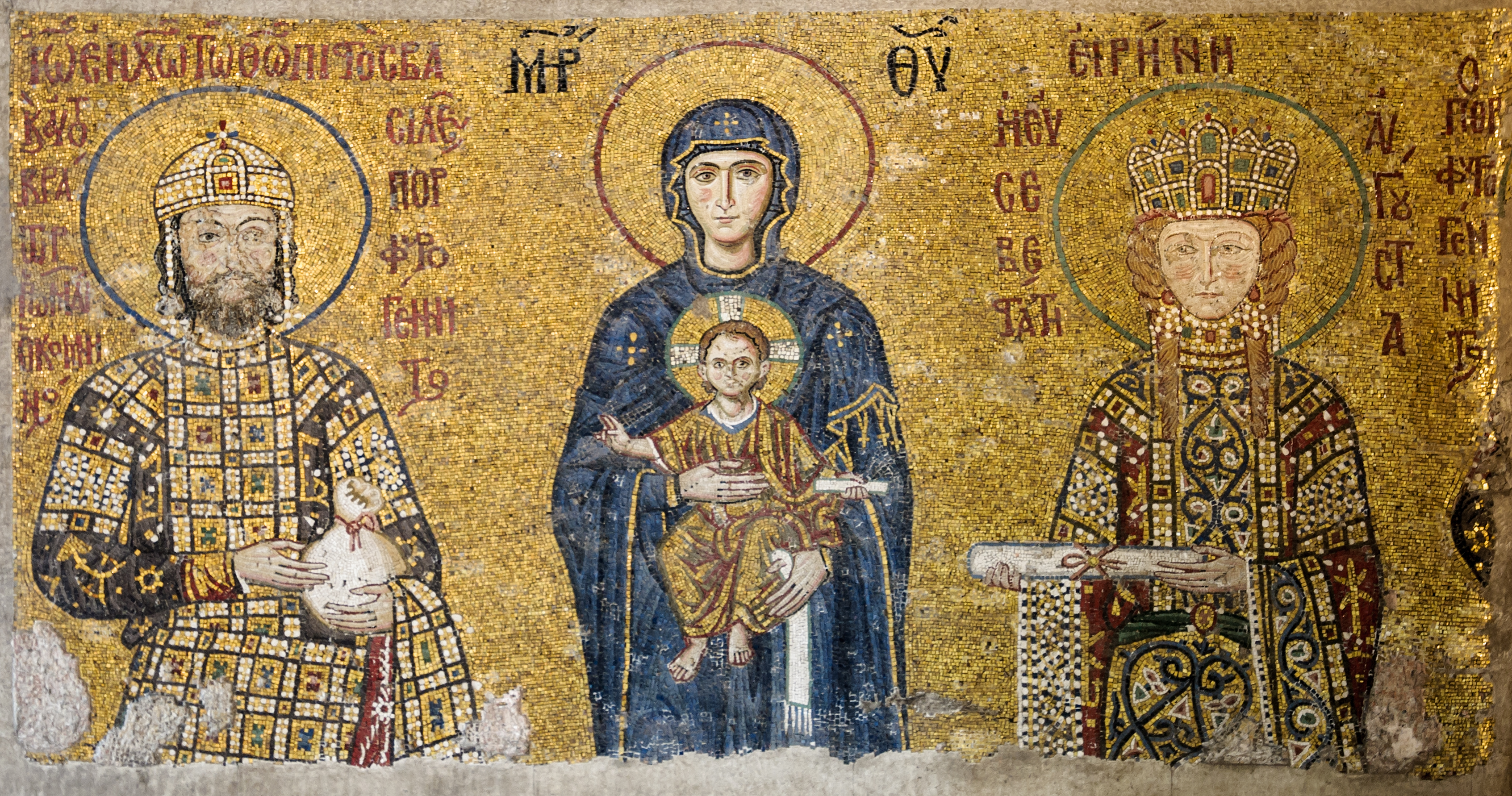
Giovanni II e sua moglie Piroska. Mosaico all'interno della Basilica di Santa Sofia (Istanbul)

Un caso particolare è la basilica di Santa Sofia (Hagia Sophia) di Istanbul: costruita nel VI secolo da Giustiniano I sopra le rovine di altre chiese precedenti, venne decorata inizialmente con motivi geometrici e floreali. Fu arricchita, dopo il periodo iconoclasta, con immagini figurative, di cui restano Cristo in trono, la Madonna in trono col Bambino, l'arcangelo Michele, l'imperatore Leone VI il Saggio e i Padri della Chiesa. Nel XV secolo i musulmani invasero Costantinopoli e trasformarono la basilica in moschea, scialbando tutti i mosaici: solo nel 1935, quando la chiesa venne trasformata in museo, vennero riportati alla luce.
Sempre ad Istanbul molto rilevanti e pregevoli sono i mosaici della Chiesa di San Salvatore in Chora.
Molto importanti sono i mosaici dei seguenti monasteri in Grecia: monastero di Ossios Loukas, monastero di Daphni, monastero di Nea Moni.

### Roma e Milano
A Roma sono molto importanti i mosaici tardo antichi e bizantini del Mausoleo di Santa Costanza, della Basilica di Santa Pudenziana, della Basilica dei Santi Cosma e Damiano, della Basilica di Sant'Agnese fuori le mura e della Basilica di Santa Prassede. 
A Milano sono preziosi i mosaici del Sacello di San Vittore in ciel d'oro nella Basilica di Sant'Ambrogio e quelli della Cappella di Sant'Aquilino nella Basilica di San Lorenzo.

## Il mosaico nel Medioevo
Nell'arte romanica il mosaico non ha ruolo dominante per motivi economici e gli si preferisce l'affresco. Le decorazioni sono comunque influenzate dall'arte bizantina, soprattutto per quanto riguarda i rivestimenti musivi. È interessante l'introduzione di vetri meno scintillanti per giocare con le variazioni luminose prodotte dall'alternarsi di elementi più o meno lucidi. Accanto ai frammenti di vetro, venivano impiegati pietre colorate, la malachite per tessere verdi, il lapislazzuli per i blu, marmo o madreperla per i grigi e i bianchi, pietre naturali per gli incarnati.

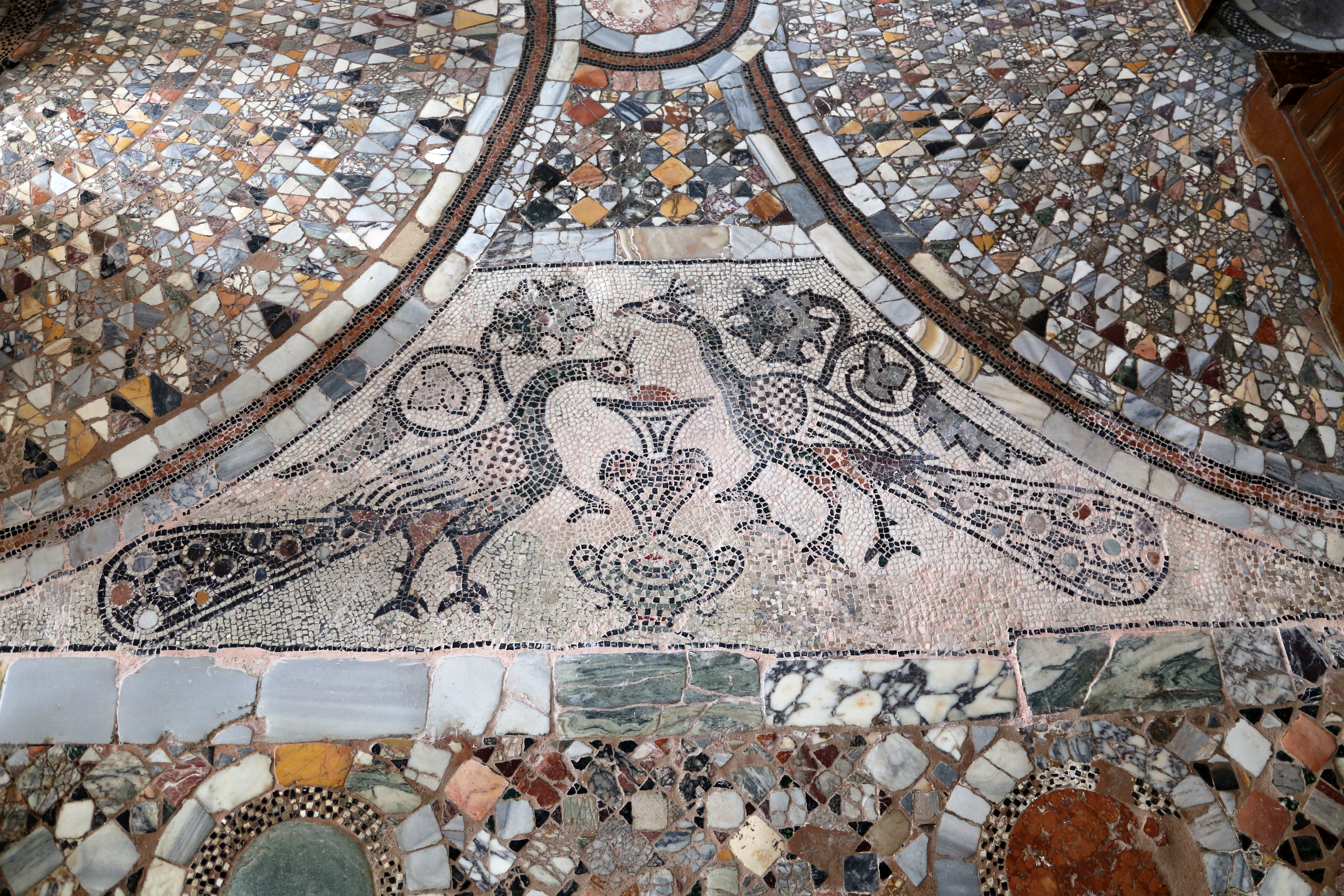
Murano, Duomo, pavimento con mosaici e opus sectile del 1140, Pavoni alla fonte

Le maggiori committenze sono di provenienza ecclesiastica.
Il mosaico, però, è per lo più pavimentale e vive il suo apice nel XII secolo: tuttavia, già nel secolo successivo si preferiscono le più economiche mattonelle di ceramica smaltata.
Vengono utilizzati materiali lapidei locali, in tre colori: bianco, nero e rosso; è molto diffuso il reimpiego di antichi frammenti o di tessere di mosaici già esistenti, come nel duomo di Murano, dove le grandi lastre di pietra del pavimento sono frammenti di sarcofagi, e a Roma, dove i pavimenti cosmateschi, che riprendono l'opus sectile, hanno dischi di porfido o marmo tagliati da colonne.
Per i costi elevati di realizzazione, il mosaico ricopriva una superficie molto ridotta: nelle chiese si trovava solo vicino all'altare, talvolta anche in coro e transetto.
I soggetti preferiti sono episodi della Bibbia, come il Peccato originale, Giona e Sansone; allegorie per spiegare ai fedeli concetti astratti; favole e gesta cavalleresche, che alludono comunque alla vittoria di Cristo sul peccato e la morte e alla lotta contro il male e che incitano il cristiano a difendere la fede anche con le armi. Si assiste anche al recupero della mitologia classica, come exemplum morale della cultura cristiana: Teseo e il Minotauro rappresentano Davide e Golia.
Si diffondono anche rappresentazioni di esseri bizzarri e mostruosi, tratti da fonti letterarie antiche, come il Grifone, il Drago, il Centauro, la Chimera.

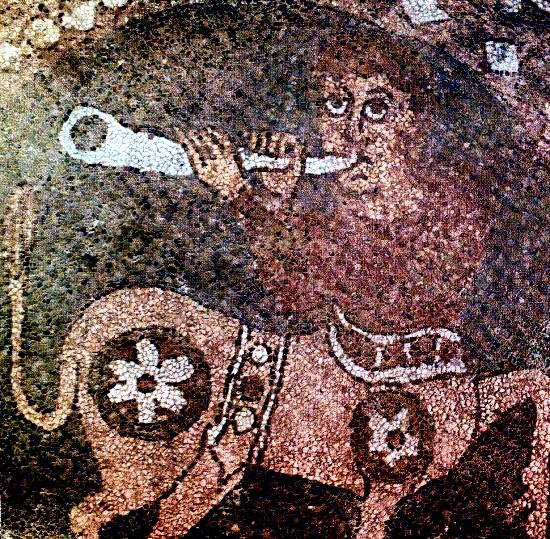
Cattedrale di San Cataldo (Taranto) - Mosaico pavimentale di Petroio di Taranto allievo di Pantaleone

Il più noto mosaico pavimentale di questo periodo è quello della cattedrale di Otranto, risalente al 1163-1165 e raffigurante l'Albero della vita, realizzato nell'arco di due anni dal monaco Pantaleone.
Raffigura scene bibliche, animali mostruosi e personaggi dell'antichità. Si suppone che contenga in esso messaggi di difficile, se non addirittura impossibile, decifratura. Sull'argomento sono stati scritti numerosi testi da parte di studiosi di tutto il mondo.

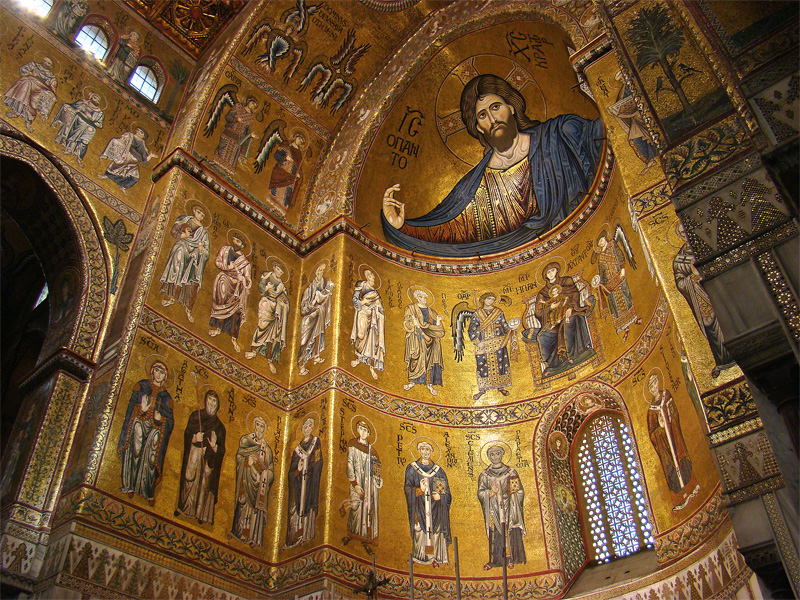
Il Cristo Pantocratore nel catino absidale del Duomo di Monreale.

### I mosaici siciliani di epoca normanna
I tempi d'oro del mosaico in Sicilia furono l'età del Regno normanno nel XII secolo. Le maestranze greche che lavoravano in Sicilia avevano sviluppato il loro proprio stile, che mostra l'influenza delle tendenze artistiche dell'Islam e dell'Europa occidentale.

Gli esempi migliori dell'arte siciliana del mosaico sono la Cappella Palatina di Ruggero II, la Chiesa della Martorana a Palermo e le cattedrali di Cefalù e di Monreale.
 
La Cappella Palatina mostra chiaramente il mescolamento degli stili orientali ed occidentali. La cupola (1142-42) e l'estremità orientale della chiesa (1143-1154) sono state decorate con il tipico stile Bizantino dei mosaici: il Cristo Pantocratore, angeli, scene dalla vita di Cristo. Anche le iscrizioni sono scritte in greco. Le scene narrative della navata (dal Vecchio Testamento, vite dei Santi Pietro e Paolo) richiamano i mosaici dell'antica Basilica di Pietro e Paolo a Roma (iscrizioni latine, 1154-66).
La chiesa della Martorana (decorata intorno 1143) sembra ancor più bizantina anche se le parti più importanti sono state successivamente demolite. Il mosaico è molto simile a quello della Cappella Palatina con Cristo in trono al centro e quattro angeli. Le iscrizioni greche, i modelli decorativi, gli evangelisti sono eseguiti probabilmente dagli stessi maestri greci che hanno lavorato nella Cappella Palatina. 
Il mosaico che raffigura Ruggero II di Sicilia, vestito in abiti imperiali bizantini, mentre riceve la corona dalle mani di Cristo, era originalmente nel nartece demolito insieme ad un altro pannello, il Theotókos con Georgios di Antiochia, il fondatore della chiesa. 
A Cefalù (1148) soltanto il presbiterio romanico (normanno del tipo nord europeo) è stato coperto di mosaici: il Pantocratore nell'abside e cherubini sulla volta. Sulle pareti possiamo vedere i santi latini e greci, con iscrizioni greche.
I mosaici del duomo di Monreale costituiscono la più grande decorazione di questo genere in Italia: coprono 0.75 ettari con tessere di pietra ed almeno di 100 milioni di vetro. Questo lavoro enorme è stato eseguito fra il 1176 e il 1186 per volere del re Guglielmo II di Sicilia. L'iconografia dei mosaici nel presbiterio è simile a Cefalù mentre le immagini nella navata sono quasi le stesse delle scene narrative nella Cappella Palatina. 

Il mosaico di Martorana di Ruggero II benedetto da Cristo è stato ripetuto con la figura del re Guglielmo II anziché il suo predecessore. Un altro pannello mostra il re che offre il modello della cattedrale al Theotókos.
Secondo la prospettazione di Otto Demus le due immense figure del Pantocratore, di Cefalù e Monreale, sono una sorta di espediente cui i maestri musiviari bizantini furono “costretti” dall'assenza di cupole sia nell'una che nell'altra cattedrale normanna, a differenza di quanto non sia nella Martorana, sia nella Cappella Palatina, dove delle cupole vi sono.
Era infatti la cupola (o le più cupole) ad essere destinata, nella consuetudine iconografica costantinopolitana, a contenere la rappresentazione dei temi più sacri. L'assenza di cupole costrinse a ripiegare sul catino, il quale però, tanto a Cefalù che a Monreale, presenta una superficie assai più ampia di quella delle cupole tipiche dell'architettura bizantina dell'epoca con le quali i maestri mosaicisti erano soliti misurarsi. La necessità di riempire questo spazio insolitamente grande venne ovviata appunto con le due immense (ed inedite per dimensioni) raffigurazioni del Pantocratore. 
Va ricordato infine che gli Altavilla si fecero promotori anche di cicli musivi di carattere profano di cui la testimonianza di maggior rilievo giunta sino a noi si trova nella cosiddetta stanza di re Ruggero nel Palazzo dei Normanni a Palermo. Altri resti di decorazione profana si trovano nel Palazzo de La Zisa, sempre a Palermo.

La produzione sempre più vasta di piastrelle di ceramica verniciate sostituirà il mosaico pavimentale a causa del costo nettamente inferiore.

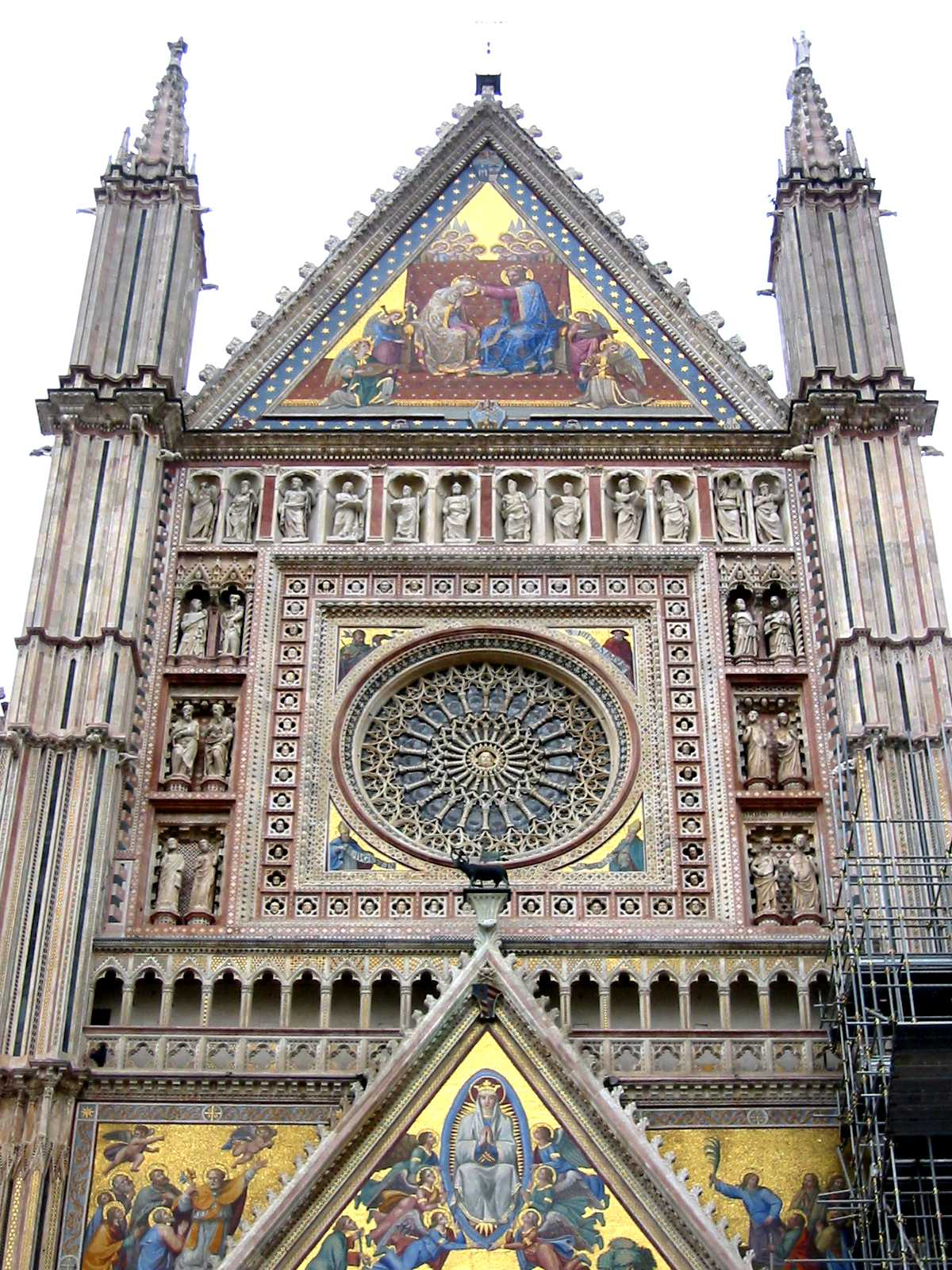
Facciata del Duomo di Orvieto

### Venezia e centro Italia
Notevolissimi sono i mosaici della Basilica di San Marco a Venezia, eseguiti a partire dall'XI secolo. Nella Laguna di Venezia rilevante è il ciclo musivo medievale della Basilica di Santa Maria Assunta (Torcello). A Trieste sono d'ispirazione costantinopolitana i bei mosaici della Cattedrale di San Giusto.
Il più grande cantiere di mosaico del Trecento è la facciata del Duomo di Orvieto, su un primo progetto di Lorenzo Maitani. Resta, però, un unico mosaico superstite, che risale al 1365, mentre gli altri sono stati restaurati: è conservato al Victoria and Albert Museum di Londra e rappresenta la nascita della Vergine.
A Roma ricca di mosaici medievali è la Basilica di Santa Maria in Trastevere, mentre un altro esempio rilevante si trova presso la Basilica di San Clemente al Laterano. 
A Firenze è rivestito di preziosi mosaici medievali l'interno del Battistero di San Giovanni.

### Terrasanta
A Betlemme la Basilica della Natività è parzialmente rivestita di mosaici bizantini del XII secolo..

## Il mosaico nel Rinascimento
Nel Rinascimento il mosaico non è più mezzo creativo autonomo ma diventa virtuosismo: l'unico interesse è per l'apparente eternità del materiale musivo per rendere immortale l'opera pittorica, tanto che il Ghirlandaio considera il mosaico come vera pittura per l'eternità e il Vasari loda i mosaicisti che imitano la pittura al punto di ingannare lo spettatore.
In questo periodo numerosi artisti forniscono cartoni da tradurre in mosaico: Ghirlandaio (Domenico e soprattutto suo fratello Davide), Mantegna, Tiziano, Tintoretto e Veronese. Altri dipinti vengono ripetuti in mosaico: è il caso delle pale d'altare del Guercino e del Domenichino, sostituite da riproduzioni musive per impreziosirle e migliorarne la conservazione.
La maggiore opera musiva del Rinascimento è la Cappella dei Mascoli di San Marco a Venezia: si tratta di un ex voto del doge Foscari e comprende opere di Michele Giambono, Andrea del Castagno, Lorenzo Lando detto Il Vecchietta e Jacopo Bellini.
Nel XIV secolo il mosaico viene utilizzato anche come supporto di opere scultoree: si veda il fregio del cardinale Riccardo Annibaldi realizzato da Arnolfo di Cambio, in cui il mosaico dà maggior risalto ai bassorilievi. Questa scelta viene ripresa da Donatello per la cantoria del Duomo di Firenze, nel 1439.
A Roma si diffonde la moda di finti mosaici affrescati: negli affreschi di Pinturicchio della Stanza della Fontana del Palazzo Colonna si trovano delle finte quadrettature che danno l'illusione di un mosaico. Altro rilevante esempio di mosaico rinascimentale visibile a Roma si trova nella Cappella di Sant'Elena nella Basilica di Santa Croce in Gerusalemme, opera di Melezzo da Forlì completata da Baldassare Peruzzi. Si tratta del restauro-rifacimento di un antico mosaico paleocristiano raffigurante le storie di Sant'Elena. A Roma i mosaici della Basilica di Santa Maria Maggiore sono del V secolo ma ampiamente rifatti nel secolo XVI, mentre altri sono del medesimo secolo.

## Il mosaico nel Barocco

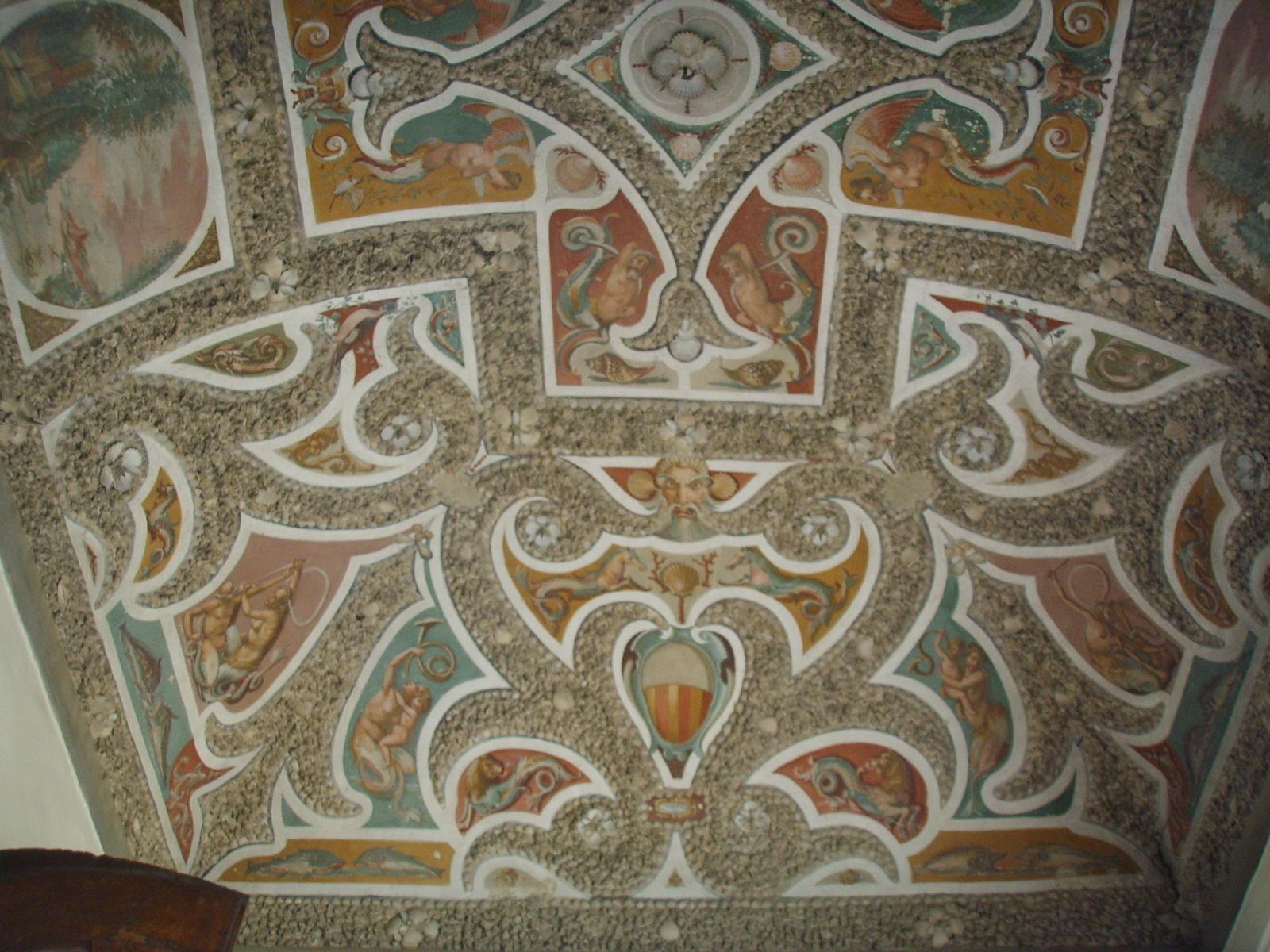
Mosaico in ciottoli e conchiglie integrato da pitture a grottesche, Villa il Pozzino, Firenze

Nel periodo del manierismo si diffonde una tecnica di mosaico ripresa dalla Roma imperiale, che ebbe un notevole successo fino al periodo rococò: si tratta del mosaico in ciottoli o con altri elementi naturali, quali conchiglie, rocce spugnose, stalattiti, stalagmiti e pietre semipreziose, talvolta integrate da pitture e sculture. Queste fantasiose realizzazioni ebbero origine a Firenze, per mano di artisti quali Bernardo Buontalenti e si diffusero presto in tutta Europa, grazie ai frequenti contatti tra le corti europee.
In epoca manierista e barocca il mosaico diventa quindi un'arte definitivamente subordinata all'architettura e alla pittura: nel primo caso è utilizzato come rivestimento pavimentale, con preferenze per l'opus sectile e la palladiana; nel secondo caso viene preferito solo per la sua maggiore durata nel tempo e resistenza alle intemperie, per cui si trova soprattutto sulle facciate dei palazzi.
Si estende anche alle suppellettili, soprattutto con l'inserimento di pietre dure o con il recupero di mosaici antichi, che vengono trasformati in piani di tavoli o inseriti in decorazioni pavimentali. I soggetti sono per lo più copie di originali pittorici.
A Venezia l'attività musiva si fa intensa soprattutto per restauri nella Basilica di San Marco, anche se talvolta il restauro significò la distruzione di interi cicli di mosaici, poiché interessava non tanto la conservazione e la documentazione storica, quanto la continuità estetica del manufatto. Si hanno anche risultati innovativi nella fabbricazione delle paste vitree, che consentono una scala di gradazioni pressoché infinita, e ha inizio la produzione di smalti opachi, che non sono cangianti, il che è una garanzia contro le alterazioni cromatiche.
A Roma, la storia del mosaico del Settecento coincide con la decorazione della basilica di San Pietro: Roma è al primo posto per la decorazione musiva, come fonte di committenze per la scuola musiva locale. Nel 1727 viene istituito lo Studio del Mosaico Vaticano, che promuove la ricerca nella produzione delle paste vitree, per fare concorrenza a Venezia: Alessio Mattioli nel 1731 produce smalti opachi con ampia scala cromatica, arrivando a 15.300 tinte, fino alle ben 28.000 di oggi. I risultati più significativi si hanno nella produzione dello smalto, con la filatura della pasta vitrea in bacchette per ottenere tessere minutissime, anche inferiori al millimetro, prodotte da Antonio Aguati, con colori sfumati, dette “malmischiati”. Nascono i “mosaici minuti”, per imitare e sostituire opere pittoriche, con grande raffinatezza e virtuosismo; verranno in seguito impiegati anche nella decorazione di suppellettili e gioielli. Le tessere sono dapprima di forma quadrangolare e vengono disposte su corsi paralleli, creando dei vivaci contrasti fra il fondo e i soggetti: successivamente prendono forme variabili, con una scala cromatica più ampia, e accompagnano l'andamento della figurazione. Nell'Ottocento questo tipo di mosaico andrà in declino a causa della rivoluzione industriale che porterà all'esaurimento delle attività manuali.
Viene introdotta una nuova iconografia: ai soggetti sacri si affiancano il paesaggio, la veduta con rovine, animali, vasi di fiori e scene di genere, con la ripresa di temi classici, come le Colombe di Plinio.

## Il mosaico nell'Ottocento

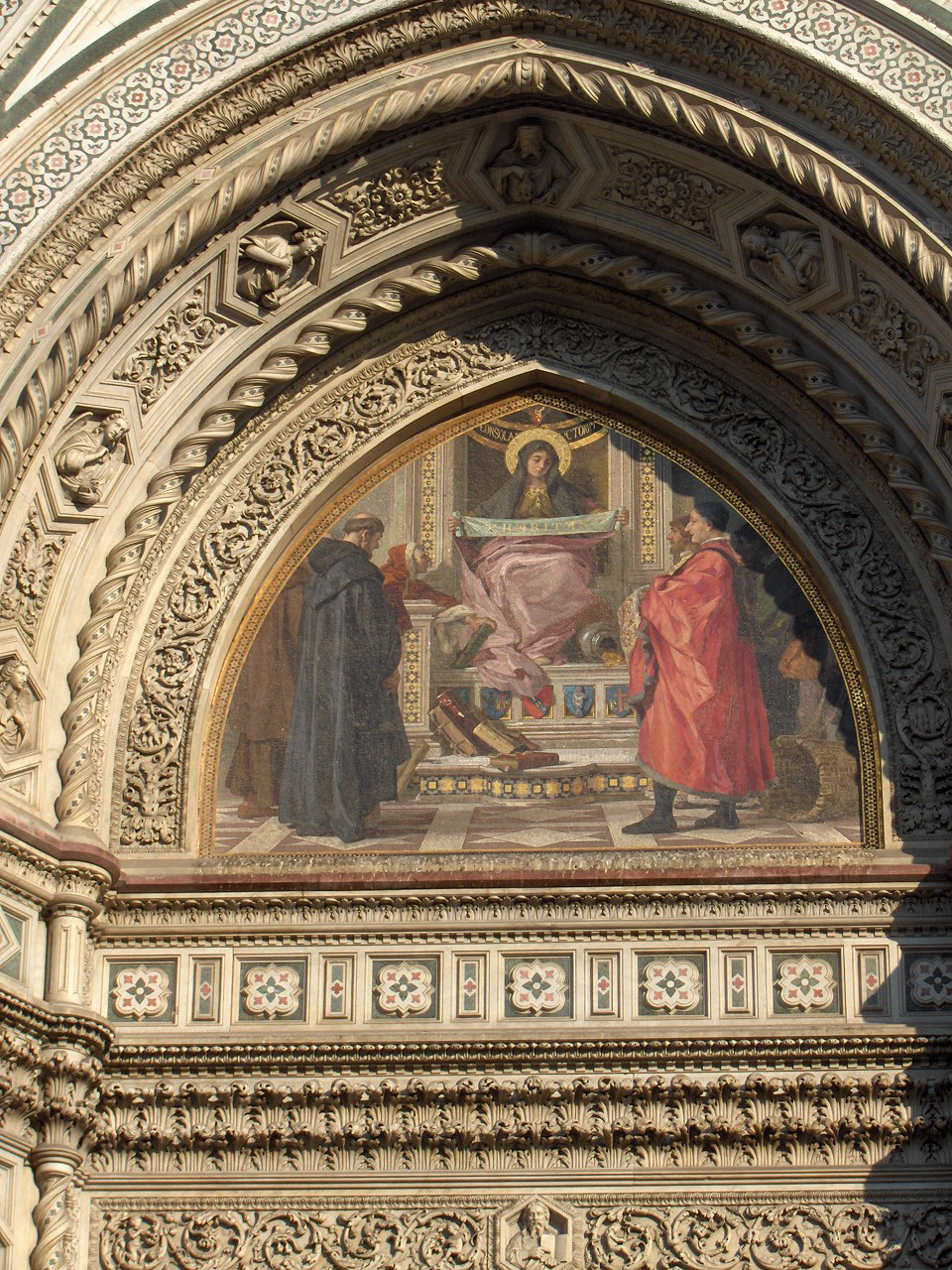
Lunetta neogotica della Cattedrale di Santa Maria del Fiore (Firenze)

Nel periodo neoclassico il mosaico, sebbene fosse stata un'importante forma d'arte della classicità, venne quasi completamente dismesso, soprattutto per l'influenza delle accademie di belle arti che ormai avevano canonizzato gli insegnamenti sulle arti "maggiori" di pittura, scultura e architettura.
Fu solo nel periodo romantico che tornarono in auge tecniche artistiche riprese dal mondo medievale, tra le quali le vetrate, l'intaglio, la tarsia lignea e, appunto, il mosaico. Tra i mosaici neo-medievali, dall'arcaicizzante fondo oro ma dal vivido disegno tipicamente ottocentesco, spiccano le opere per architetture religiose, in un'epoca di grande fervore verso il completamento, la ristrutturazione e il "ripristino" di chiese e cattedrali.
Per esempio nella nuova facciata della Cattedrale di Santa Maria del Fiore di Emilio De Fabris per Firenze, Nicolò Barabino disegnò tre lunette con Storie della Madonna di notevole impatto visivo.
Nell'Ottocento si elaborano tecniche più rapide e meno costose: nasce il metodo per ribaltamento, ideato da Giandomenico Facchina, che consiste nel realizzare il mosaico su un foglio di carta, a rovescio, per poi collocarlo in situ. I vantaggi economici, cioè i tempi più brevi di lavorazione e i costi minori, vanno a discapito del risultato finale: la superficie liscia del prodotto finito manca della vibrazione luministica dei mosaici antichi.
Risale a questo periodo la decorazione della facciata di Palazzo Barbarico, sul Canal Grande, fra l'Accademia e la Basilica della Salute: i mosaici, realizzati nel 1886, si ispirano a quelli della facciata della Basilica di San Marco.

## Il mosaico nel Novecento

### Antoni Gaudí

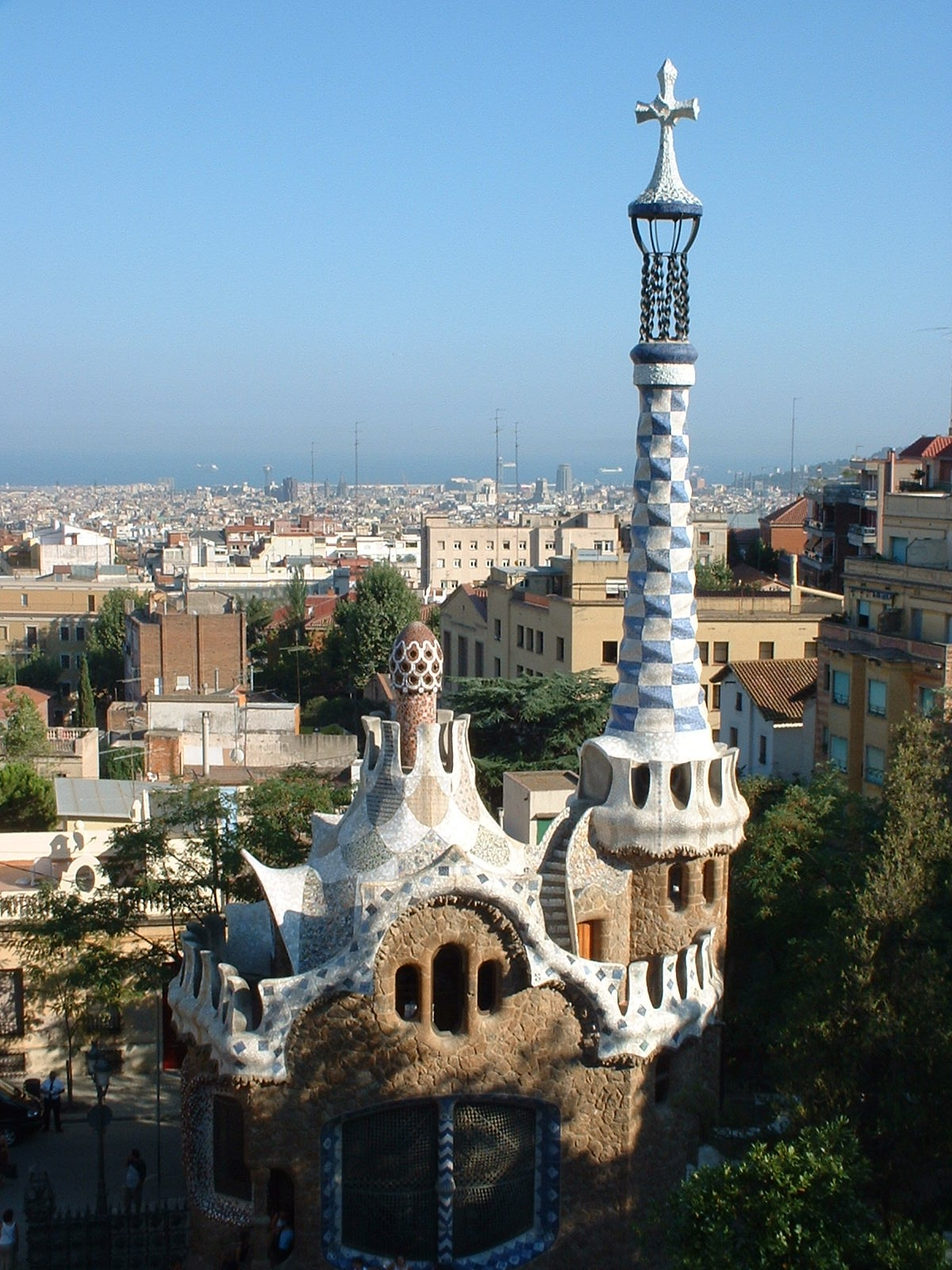
Una veduta di Parco Güell a Barcellona

Lo stile eclettico dell'architetto catalano Antoni Gaudí (1852-1926) mescola forme gotiche e rinascimentali con materiali e decorazioni sperimentali. Propone nuove applicazioni del mosaico, inserendo frammenti di pietre colorate, marmi, smalti e ceramica, che vanno a ricoprire anche oggetti tridimensionali, sull'esempio della cultura azteca.
Dal 1900 al 1914 a Barcellona si svolgono i lavori a Parco Güell, una città-giardino che si estende su una superficie di 20 ettari alle pendici del Tibidabo. Pezzi di vetro e ceramica tagliati in modo non regolare, secondo la tecnica del trencadís, ovvero una rielaborazione del mosaico ceramico arabo, ricoprono ogni superficie, con violenti effetti cromatici che giocano in un susseguirsi di grotte, fontane e parapetti, abitati da animali fantastici: architetture improbabili assumono così valenze oniriche, che esaltano le forme ludiche e surreali.

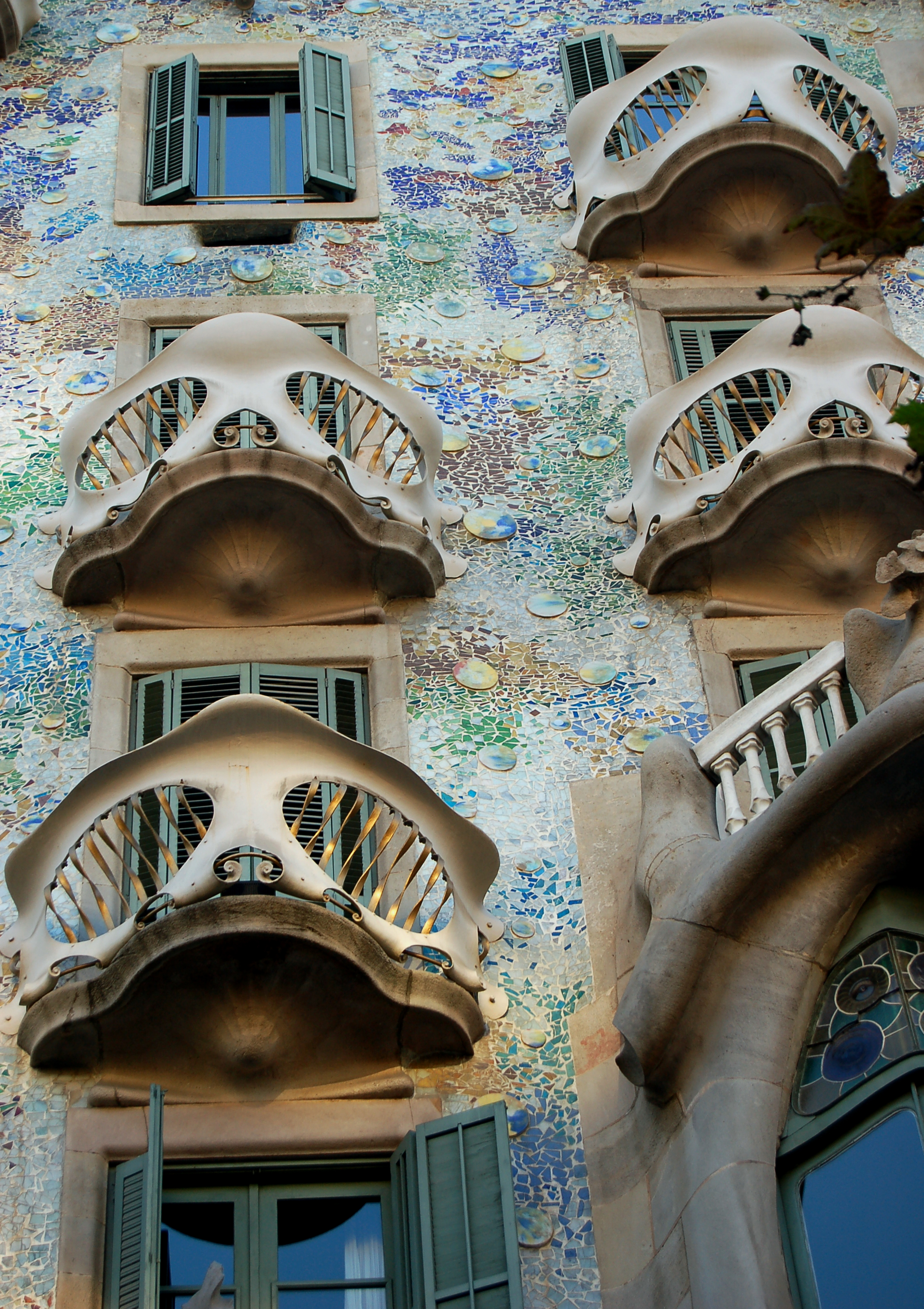
Casa Batlló a Barcellona

Nel frattempo, Gaudí lavora anche alla Casa Milà, detta La Pedrera, un palazzo di 5 piani oggi sede di esposizioni: le tre facciate che danno sull'Eixample sono fuse in una sorta di moto ondoso di pietra, costellato dalle ringhiere metalliche dei balconi. Ogni piano ha una pianta interna diversa: particolare è l'ultimo, il sottotetto, che porta il visitatore nel ventre di una balena gigantesca. Il tetto riserva l'ultima sorpresa, con un bosco di comignoli, porte nascoste da costruzioni che assomigliano a spumiglie e un susseguirsi di scale che salgono e scendono lungo tutto il perimetro. Anche qui, ogni superficie è ricoperta di incrostazioni ceramiche e cocci di bottiglia, che catturano la luce del sole e la fanno rimbalzare in ogni angolo.
A due passi dalla Pedrera si trova la Casa Batlló, dove l'architetto catalano intervenne su un edificio già esistente, aggiungendo due piani e cambiando radicalmente la facciata. Qui dominano le linee curve, in un gioco di forme gotico-barocco, dove si fondono i materiali più eterogenei, anticipando l'informale.
Sul capolavoro incompiuto e tuttora in costruzione di Gaudí, il Tempio Espiatorio della Sagrada Família (una enorme chiesa a croce latina, con cinque navate, tre facciate, un'abside e una crociera) svettano otto torri coronate da pinnacoli di ceramica. Gli smalti che li ricoprono provengono dalla fornace veneziana Orsoni.

### Gustav Klimt

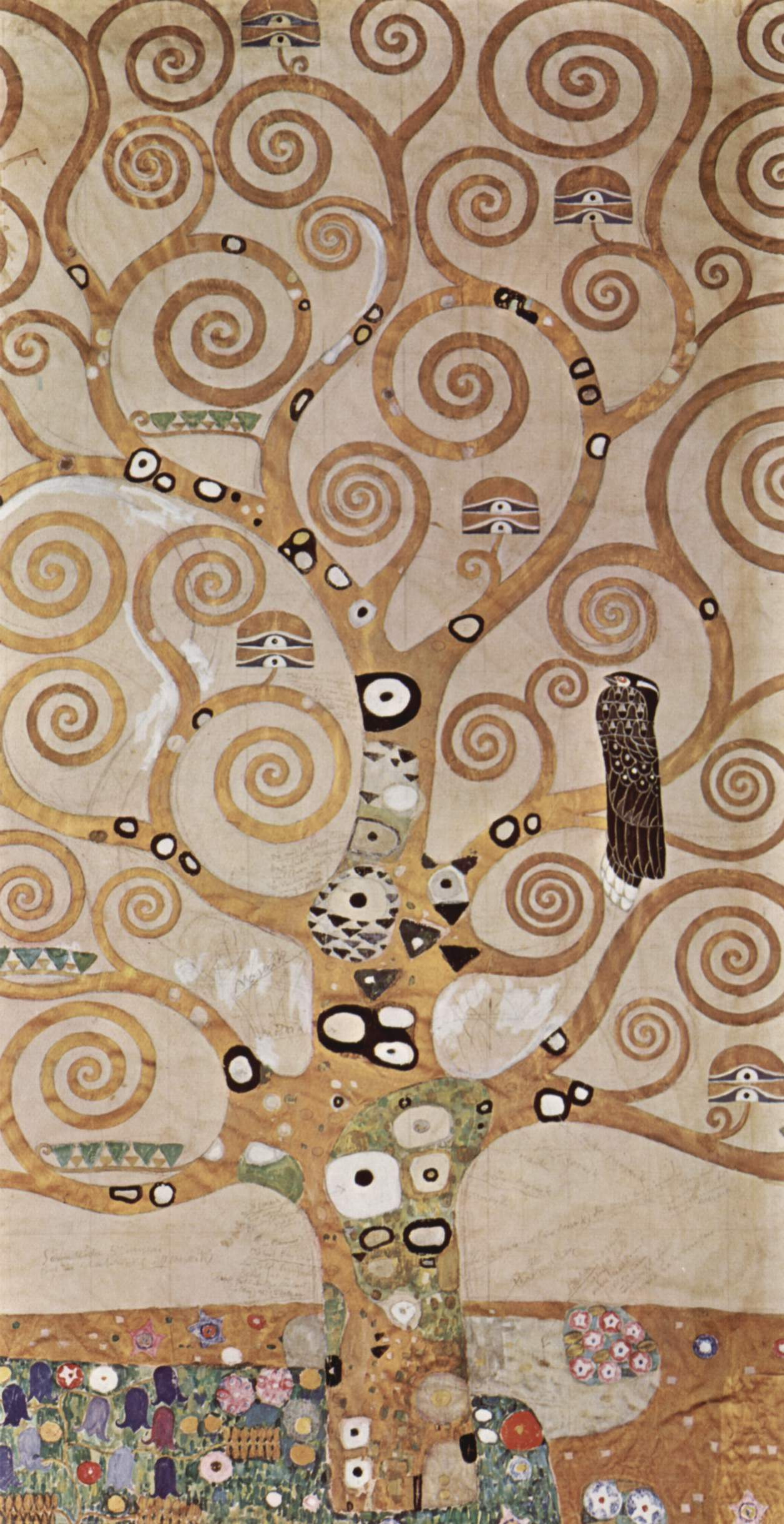
L'albero della vita di Gustav Klimt

Nel 1903 Ravenna riceve per ben due volte la visita di Gustav Klimt: l'artista viennese rimane incantato dall'oro dei mosaici bizantini, che userà per trasfigurare la realtà e per modulare le parti piatte e plastiche con passaggi da opaco a brillante.
Nella sala da pranzo di Palazzo Stoclet, edificio progettato da Josef Hoffmann si trova un fregio musivo in tre pannelli, messo in opera nel 1911. I due pannelli più grandi raffigurano l'Albero della Vita, dove si trovano L'attesa e L'abbraccio, mentre il terzo pannello è puramente decorativo. Sui cartoni si trovano indicazioni per i mosaicisti sui materiali e il loro uso: oro, argento, smalti e pietre dure. Le superfici bianche sono realizzate in madreperla, mentre quelle colorate sono in smalto. Il fregio è stato realizzato dal laboratorio di mosaici di Leopold Forstner, che ha curato in modo particolare le ombreggiature dell'oro e i ritmi luce-ombra.
I lavori sono durati per un anno e mezzo, durante il quale Klimt è continuamente intervenuto nella lavorazione.
Questo fregio è l'unica opera musiva, anche se la facciata del palazzo della Secessione ha decorazioni che erano state pensate per essere realizzate in mosaico.

### Gino Severini
Negli anni trenta si avvicina al mosaico Gino Severini, sia riproducendone lo sfavillio nei suoi quadri, sia realizzando diverse opere musive, di cui la sua prima commissione risale al 1933, con la Presentazione del Bambino per la chiesa di Saint Pierre a Friburgo, in Svizzera. Quest'opera è di forte ispirazione religiosa e vuole avvicinarsi alla sensibilità cristiana con una rilettura mistica dell'immagine.
Nel 1936 progetta la decorazione del Piazzale e del Viale dell'Impero e della Palestra del Duce del Foro Mussolini (oggi Foro Italico): si tratta di 7500 m2 di mosaico in bianco e nero, raffiguranti immagini agonistiche, scorci naturalistici, figure simboliche. Le raffigurazioni sintetiche su fondi neutri sono evidenziate da cornici semplici o bordature tipiche dei decori romani dei primi secoli dopo Cristo. Il mosaico vuole essere un ponte tra l'Impero romano e quello mussoliniano. I lavori saranno ultimati dalla Scuola Mosaicisti del Friuli di Spilimbergo nel 1937.
Negli anni 1940-1941 realizza la decorazione del basamento della facciata del nuovo edificio delle Poste di Alessandria, e nel 1949 il Trionfo di San Tommaso, per l'università di Friburgo, opera di impianto neocubista, che vede una maggiore libertà dell'uso del mosaico e della forma, dove la vivacità del colore è sempre controllata.
A Parigi negli anni cinquanta terrà dei corsi di mosaico sovvenzionati dall'Ambasciata Italiana, proponendo una nuova cultura del mosaico e il recupero della sua cultura originale.
Nello stesso periodo realizza dei mosaici di piccole dimensioni che riprendono il concetto dei mosaici portatili bizantini: prodotti regolarmente dal 1949 in collaborazione col mosaicista Antonio Rocchi, ne presenterà tre alla Biennale di Venezia del 1950 nella sua personale, senza tuttavia ottenere il successo sperato.
Mario Sironi costruisce due mosaici monumentali: L'Italia corporativa (già Il lavoro fascista) per la VI Triennale di Milano del 1936, e La Giustizia tra la Legge e la Forza per l'aula della corte d'Assise del Palazzo di Giustizia.
L'Italia corporativa si distingue per la grandiosità e la complessità dei risultati: misura infatti 8x12 m, dei quali solo la parte centrale verrà esposta alla Triennale di Milano del 1936. L'anno dopo verrà montato interamente per l'Exposition Internationale des Arts et Techniques dans la Vie Moderne di Parigi. In quest'opera vengono applicate le prime tecniche innovative: il mosaico viene realizzato in laboratorio, dove l'artista segue personalmente il lavoro di intaglio e di messa in opera delle tessere, montate su lastre di eternit che vengono unite in loco dai mosaicisti, risparmiando tempo e denaro.
Attraverso il mosaico, l'artista recupera gli elementi delle proprie pitture murali e ne esalta gli aspetti sintetici e volumetrici, in una stilizzazione formale estrema, con echi dell'arte bizantina, di Giotto e di Masaccio.

### Achille Funi
Anche Achille Funi aderisce nel 1933 al Manifesto della pittura murale di Gino Severini assieme a Carlo Carrà e Massimo Campigli. Nello stesso anno realizza il cartone per La cavalcata delle Amazzoni, mosaico pavimentale per la V Triennale di Milano: sceglie una stilizzazione monumentale con accenti picassiani, che rende le figure rigorose e statiche.
Collabora, nel 1940, con la bottega del Mosaico di Ravenna per la decorazione del soffitto della Cassa di Risparmio delle Province Lombarde di Milano: i contorni sono resi con sottili tessere che richiamano le piombature di Pella. Altra importante opera di Funi è la decorazione della Cappella di San Giuseppe in San Pietro a Roma.

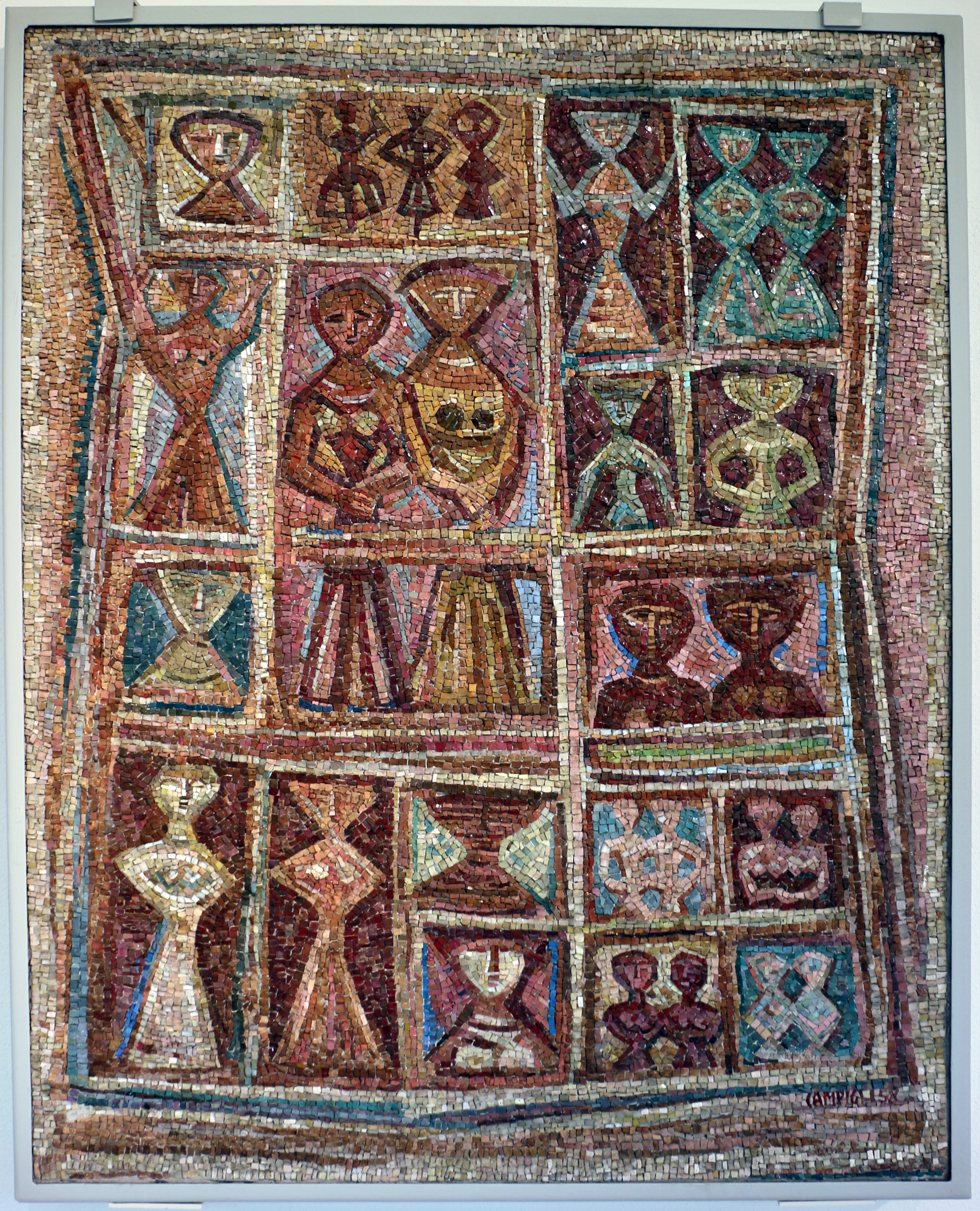
Renato Signorini su disegno di Massimo Campigli, La casa delle gemelle, 1959, Museo d'arte della città di Ravenna

### Massimo Campigli
Nel 1940 Massimo Campigli realizza La Pace con la Giustizia per la VII Triennale di Milano, in collaborazione col mosaicista veneziano G. Padoan: quest'opera si differenzia dalle opere di Sironi per i toni più intimistici e una sintesi della forma con echi dell'arte antica.
Ines Morigi Berti esegue per l'artista un mosaico da cavalletto, Le bagnanti, nel 1947-48: la mosaicista è interprete straordinaria della ritmica bizantina, per i trapassi cromatici e il taglio mutevole e controllato delle tessere.

### LaMostra dei mosaici moderni
All'inizio degli anni cinquanta, fu formato a Ravenna un Comitato Tecnico per la costituzione della prima Galleria del Mosaico Moderno: tale comitato aveva l'incarico di invitare venti artisti italiani e stranieri affinché fornissero cartoni pittorici destinati a essere tradotti nel linguaggio musivo.
Dopo essere stata trasferita all'estero, con trentaquattro esposizioni nelle città di Europa, America e Africa, la Mostra dei Mosaici Moderni è oggi esposta permanentemente nel Museo d'arte della città di Ravenna.
Premessa della mostra fu trovare analogie, talvolta forzate, tra i mosaici ravennati e l'arte contemporanea: i volti degli Apostoli nel Battistero degli Ortodossi con le teste di Georges Rouault; il toro di San Luca nella Basilica di Sant'Apollinare in Classe con i tori di Picasso; i dettagli decorativi, come le ceste di frutta a San Vitale con le nature morte di Braque.
Si dava ancora per scontata la divisione dei ruoli di pictor imaginarius e musivarius: da una parte abbiamo quindi artisti come Massimo Campigli, Marc Chagall, Mario Deluigi, Renato Guttuso, Georges Mathieu, Emilio Vedova, mentre dall'altra gli esecutori dei mosaici sono stati, fra gli altri, Sergio Cicognani, Ines Morigi Berti, Romolo Papa, Antonio Rocchi. Anche nel catalogo della mostra (riedito nel 1999) si nota questa distinzione-discriminazione: mentre gli artisti hanno ciascuno una pagina biografica e il loro nome riportato a fianco dei cartoni, dei mosaicisti si trova solo uno sterile elenco.
Particolare è il lavoro realizzato sul cartone di Gorges Mathieu, innovativo dal punto di vista dell'impiego dei materiali: le tradizionali tessere vitree sono state tagliate in dimensioni e forme differenti, accostate a barre di smalto, blocchi e avanzi vetrosi. Mathieu partecipò anche alla realizzazione dell'opera musiva, scegliendo egli stesso i materiali da utilizzare.

## Il mosaico contemporaneo

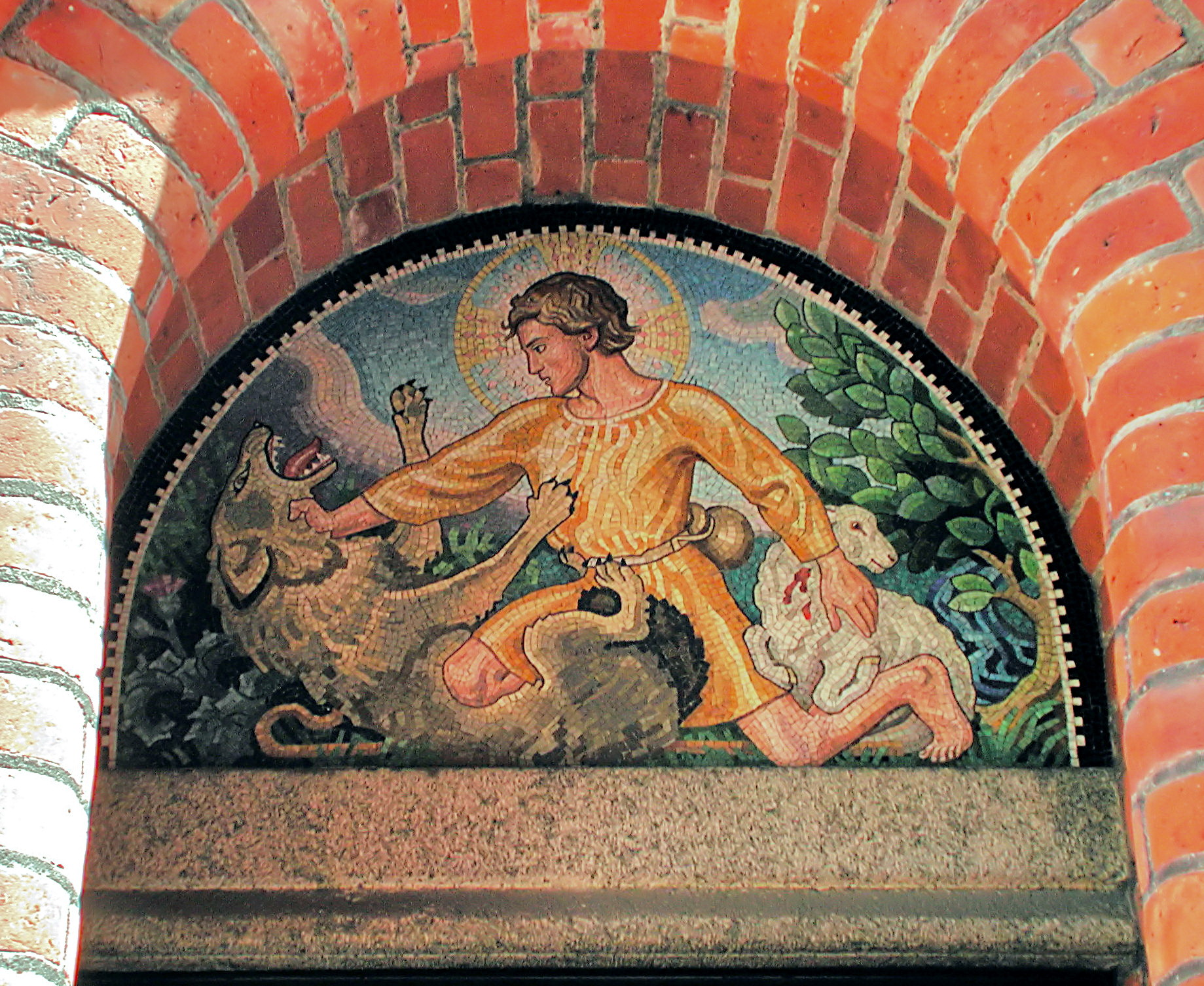
Immanuelskirken (Frederiksberg, Copenaghen, Danimarca) mosaico sovrastante il portale della chiesa

Nel 1974, Oskar Kokoschka sceglie di lavorare con il Gruppo Mosaicisti di Ravenna, diretto da Sergio Cicognani, per la realizzazione della decorazione per la chiesa di Sankt Nikolai di Amburgo. Nel Povero Cristo vive la foga espressiva dell'artista, ripresa dal segno violento e tortuoso che rende perfettamente la drammaticità della rappresentazione.
Nel 1978 Joan Miró assegnerà la trascrizione del suo cartone Personaggi-uccelli all'Atelier Loire, che saprà rendere vibranti le campiture e tradurre anche gli effetti di dripping del fondo. Sempre a proposito di Mirò, Ines Morigi Berti è sensibile traspositrice delle opere del pittore catalano, che riproduce da anni in mosaico.
Più recente è il lavoro di Enzo Cucchi, realizzato nel 1999, per il ponte che conduce al Museo di Arte Contemporanea di Tel Aviv, in Israele. Questo mosaico pavimentale, che copre una superficie di oltre 100 m2, è ricco di simboli che rimandano all'opera dell'artista, come, ad esempio, il bastone, che allude sia all'anzianità che allo scettro del potere, l'arancia tagliata a metà, che rimanda alla fertilità, e le onde del mare, che trasmettono un senso di movimento.
Aldo Mondino si interessa al mosaico fin dagli anni cinquanta, quando si iscrive al corso di Severini presso l'Academie des Beaux-Arts di Parigi. Particolari sono i lavori degli anni novanta, realizzati con materiali insoliti, ovvero zucchero, caffè, granaglie, che sconvolgono l'idea di mosaico come pittura per l'eternità, per la loro natura effimera. Torero, del 1999, è invece eseguito con cioccolatini ricoperti di carta colorata.
Nel passato si trovano sporadici episodi in cui il mosaico viene associato alla scultura: ad esempio, la cantoria del Duomo di Firenze di Donatello e il monumento funebre a Maria Clementina Sobieski di Pietro Bracci, del 1742. Nel primo caso, il mosaico fa da sfondo alla danza dei putti, mentre nel secondo è un'opera a sé, come ritratto della defunta, sostenuto da un amorino.
Per vedere il mosaico svincolato dal suo ruolo secondario, si dovrà aspettare il Novecento, quando Lucio Fontana lo utilizzerà per rivestire alcuni busti femminili, come il Ritratto di Teresita del 1938. Le tessere musive non sono solo una pelle che riveste un'opera autonoma, ma diventano strumento necessario a renderla viva in una dimensione metafisica, grazie alla luce dell'oro che porta il volto verso l'astratto.
Nel 1996, Ezio Frigerio progetta il monumento funebre per Rudol'f Nureev, realizzato dal Laboratorio Akomena Spazio Mosaico con la direzione di Stefano Pace, che ora si trova a Parigi, nel Cimitero russo di Sainte Genevieve sour Bois. Un morbido tappeto è appoggiato a coprire il sarcofago del ballerino, quasi a volerne nascondere la morte: la scelta del tappeto è legata alla passione di Nureev per questi oggetti ed è riferimento alla loro natura di arte nomade, allusione sottile all'ultimo viaggio dell'artista. Il mosaico accompagna dolcemente le volute e le anse, dando idea di morbidezza e leggerezza.
Un'opera per certi versi simile si trova a Ravenna: si tratta del Monumento Celebrativo per il Sindaco Pier Paolo D'Attorre, ideato nel 2000 da Mathias Biehler e realizzato dagli studenti delle scuole di mosaico della città, diretti da Luciana Notturni. Su una panchina sono appoggiati un impermeabile e un libro, come se il proprietario si fosse appena allontanato e dovesse tornare da un momento all'altro per recuperarli. L'assenza del protagonista si fa presenza, in una delicata allusione alla sua recente dipartita.
Come alla sua nascita, ancora oggi il mosaico viene utilizzato per ricoprire superfici architettoniche: come allora, può essere un semplice rivestimento oppure una preziosa decorazione.
Nel Giardino dei Tarocchi di Capalbio (GR), Niki de Saint Phalle ha realizzato tra il 1979 e il 1996, anche con l'aiuto di Jean Tinguely, un gioco di personaggi fantastici e architetture di fiaba che richiamano l'insegnamento di Gaudí.
Universo senza bombe, regno dei fiori, sette angeli rossi è invece la decorazione progettata da Nicola De Maria per la metropolitana di Napoli nel 2002, realizzata della ditta Bisazza Mosaici di Vicenza.
In particolare dagli anni ottanta si riscopre il mosaico anche in ambito della produzione industriale di oggetti d'uso comune, come mobili, tavoli, lampade, specchiere. La decorazione musiva rende gradevoli oggetti quotidiani e prodotti senza fascino: ad esempio il candelabro Galla Placidia, realizzato da Felice Nittolo, l'orologio “Soft time” in legno smaltato e mosaico vetroso di Giuliano Babini.
In alcuni casi, tuttavia, l'oggetto perde la sua funzione pratica per diventare esso stesso opera d'arte, come la Sella di bicicletta di Felice Nittolo.
Anche nel campo del design, l'artista sceglie di intervenire in prima persona nella realizzazione dell'opera musiva o di commissionarla a uno studio di mosaicisti. In questo ambito, però, c'è anche una terza possibilità, che oggi è molto diffusa, ovvero la trasposizione di un'immagine con il computer: è possibile trasformare un disegno o una foto in uno schema che verrà composto a mosaico attraverso un braccio robotico, pronto per essere applicato alle superfici domestiche.
In Italia naturalmente la Capitale del mosaico contemporaneo resta Ravenna. Alla fine del 2005 il Centro Internazionale di Documentazione sul Mosaico del Museo d'arte della città di Ravenna ha creato anche un archivio online intitolato Databank Mosaicisti Contemporanei, una vera e propria banca dati dei mosaicisti contemporanei per cercare informazioni e immagini relative ai mosaicisti, ai laboratori e alle loro attività artistiche.

### Marco Santi

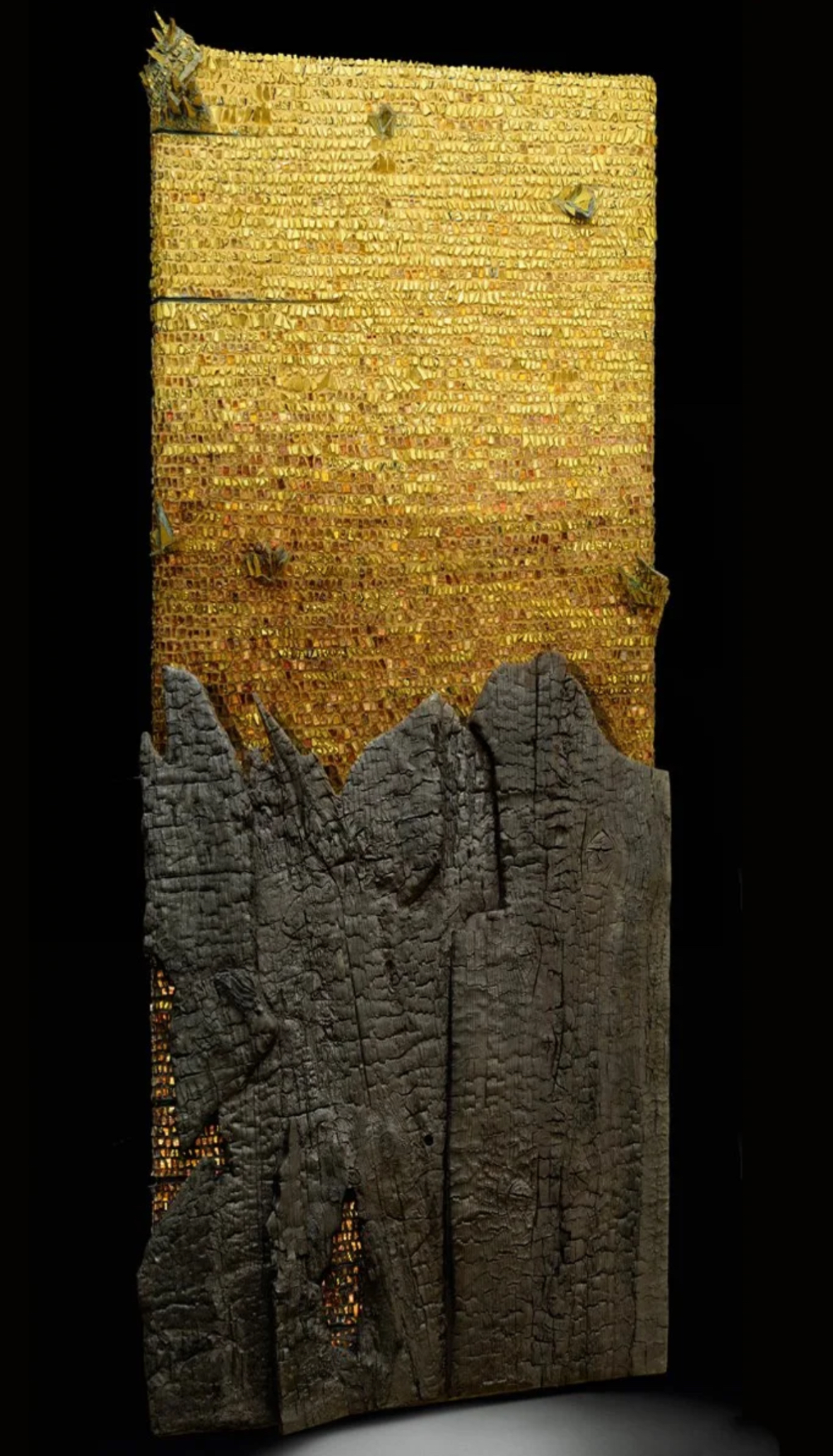
Opera di Marco Santi del 2017 - Carbo Spiritualis

Con l’inaugurazione del mosaico di Saint Charbel nel 2017, all'interno della cattedrale di San Patrizio a New York, Santi , alla guida del Gruppo Mosaicisti di Ravenna dal 1989, inserisce colori brillanti e sgargianti all’interno di un contesto gotico fondendo comunque l’opera con l’architettura circostante.
Anche nel campo del design l’artista ha deciso di intervenire su disegno del designer Biagetti, che nella mostra Episodi di Mosaico Contemporaneo hanno presentato un'opera in mosaico a forma di piscina da salotto, producendo un'illusione ottica facendo sembrare l'opera gonfiabile.
Marco Santi nelle sue opere personali non si concentra sui soggetti, ma sposta l’importanza sui materiali che utilizza ,facendoli diventare il soggetto stesso, usando spesso carbone o legna bruciata avvolti da sfondi di mosaico.
Più contemporanea è l’innovazione del mosaico per le persone non vedenti, che nel 2024 Marco Santi ha deciso di presentare al pubblico. Essa ha lo scopo di far captare, a tutti coloro che sono affetti da disturbi alla vista, le caratteristiche dell’opera e delle sue componenti, stratificando la struttura del mosaico in modo da essere percepita con il tatto.